# Экономика СССР
Сравнение динамики изменения ВВП на душу населения СССР и Италии
Эконо́мика Советского Союза представляла собой вторую в мире по объёму ВВП (по паритету покупательной способности) систему общественных отношений в сфере производства, обмена и распределения продукции различных отраслей народного хозяйства. На долю экономики СССР приходилось около 20 % мирового промышленного производства. Однако, эти показатели являются абсолютными макроэкономическими, по относительным макроэкономическим показателям СССР не находился на уровне первой тридцатки этого списка, то есть уступал всем развитым капиталистическим государствам (страны Западной Европы, США, Канада и Япония).
Экономика СССР была построена на основе импортозамещающей модели догоняющего развития, плановая, c административно-командной системой управления

, с крайне высоким уровнем милитаризации, монополизации, автаркии и разрыва между уровнем экономического развития и уровнем личного потребления его граждан. Также, по мнению некоторых экспертов, советская экономика характеризовалась низкой производительностью труда, как рабочего, так и управленческого персонала в промышленности и, особенно, в сельском хозяйстве и низкой эффективностью использования сырьевых ресурсов. Другие эксперты, наоборот, отмечают существенный рост производительности труда в народном хозяйстве СССР, в частности, это утверждение относится и к сельскому хозяйству. Более того, как отмечает ряд экономистов, в разные периоды советской истории экономика не была одинаковой по эффективности. Так, лучшим периодом был конец 1940-х — 1950-е гг., когда быстрыми темпами росла производительность труда и снижалась себестоимость производимой продукции.
Как известно, согласно трудовой теории стоимости классической политэкономии Смита-Рикардо-Маркса, источником богатства является производительный труд. В СССР поэтому труд «был делом всех и каждого», а частное предпринимательство и уклонение от работы трудоспособным гражданином (тунеядство) в СССР являлись уголовно наказуемыми деяниями с начала 1930-х годов (ликвидация НЭПа) и до конца 1980-х годов (перестройка).
По данным А. Г. Грязновой, в 1986—1987 гг. около 500 тыс. человек в СССР (менее 0,25 % граждан СССР) входили в категорию сверхобеспеченных (живущих по потребностям) (номенклатура и высшее чиновничество). С целью поддержания социальной стабильности советского общества, информация об уровне и образе их жизни держалась в строжайшей тайне от остальных граждан СССР. Также она отметила, что в начале 80-х годов в СССР богатые составляли 2,3 % всех семей (половина которых достигла благополучия на товарном дефиците), бедные — 86,5 % семей. В СССР была самая низкая из всех развитых стран доля заработной платы в валовом национальном продукте — 36 % против 55 % по всем развитым странам. Централизованно мобилизованный прибавочный продукт направлялся в основном на экономически и социально неоправданные стройки, невостребованные проекты, бесконечные тайные и явные войны, обогащение верхних эшелонов власти.
В общественных фондах потребления (ОФП) СССР скапливалась некоторая часть прибыли от всех предприятий страны и средства из которых шли на оплату жилищного строительства (в СССР большая часть жилья выдавалась гражданам бесплатно), образования (все виды образования были бесплатны), детские сады и питание в них (также бесплатно), детские лагеря отдыха (бесплатно), право один раз в год иметь бесплатный отдых и санаторно-курортное лечение также имел каждый гражданин и прочие расходы на население, типа подарки для молодоженов и пенсионеров. Иными словами, некоторая часть прибыли, которую в капиталистических странах получали собственники бизнеса, в СССР распределялась между трудящимися через ОФП, поэтому существенную часть благ люди могли получать помимо заработной платы.
Товарно-денежные отношения в экономике СССР играли второстепенную роль. На рынок поступало лишь 14 % всей промышленной продукции СССР, остальные 86 % промышленной продукции распределялись минуя рыночные механизмы, административно-командными методами.
По мнению западных экономистов, в экономике СССР были гипертрофированно развиты отрасли I подразделения общественного производства (отрасли, обслуживающие производство средств производства и военно-промышленный комплекс), доля которого в совокупном общественном продукте на конец 1980-х годов составила 68 %.
Активно продвигается мнение, что в промышленности СССР ещё более гипертрофированно были развиты группы «А» (по производству средств производства и военной техники) за счёт групп «Б» (по производству предметов потребления): во второй половине 1980-х годов их соотношение составляло 75,3 % и 24,7 %, в США соответственно 53,8 % и 46,2 %. Однако, именно преимущественное развитие тяжелой промышленности позволило СССР всего за 10 предвоенных лет провести индустриализацию, коллективизацию и культурную революцию и подготовить экономику к войне. Кроме того, именно акцент на тяжелую промышленность позволил в течение 8 послевоенных лет восстановить экономику СССР и всего через 10 лет после ВОВ успешно запустить программу освоения космоса.
По мнению некоторых экономистов, большинство передовых технологий в СССР импортировалось. Важность фактора глобализации для экономики СССР отмечают и отечественные учёные.
В 70-х — 80-х гг. СССР находился на первом месте в мире по производству почти всех видов продукции базовых отраслей промышленности: нефти, стали, чугуна, металлорежущих станков, тепловозов, электровозов, тракторов (в 4-6 раз больше, чем в США), комбайнов (в 15 раз больше, чем в США), сборных железобетонных конструкций, железной руды, кокса, холодильников, шерстяных тканей, кожаной обуви, животного масла, молока, добыче природного газа, производству калийных удобрений, пиломатериалов, реакторного урана (50 % мирового производства), синтетического каучука, хлопчатобумажных тканей, сахара-песка, стальных труб, кирпича, железнодорожному грузо- и пассажирообороту, производству многих видов военной техники, по общему числу запусков космических летательных аппаратов (50 % от общего числа запусков в мире), валовому сбору картофеля, сахарной свёклы; на втором месте в мире по улову рыбы и добыче других морепродуктов, поголовью овец, поголовью свиней, производству электроэнергии, добыче золота, бурого угля, производству цемента, первичного алюминия, азотных удобрений, фосфорных удобрений, добыче каменного угля, добыче бурого угля.
В то же время СССР производил автомобилей всех видов — в 5 раз меньше, чем США, синтетических смол и пластических масс — в 5 раз меньше, химических волокон — в 2,5 раза меньше, электронно-вычислительной техники — в десятки раз меньше, бумаги и картона — в 7 раз меньше, бытовой техники — в десятки раз меньше, протяжённость железных дорог была в 2,5 раза меньше, чем в США, автомобильных дорог с твёрдым покрытием — в 10 раз меньше, число установленных телефонных аппаратов — в 15 раз меньше, чем в США, 5 процентов городов и 15 процентов посёлков в СССР были без централизованных водопроводов, 30 процентов городов и 60 процентов посёлков — без канализации.
В 1971 г. в жилищах 64 % граждан СССР на одного человека приходилось менее 10 м² жилой площади, 67 % граждан СССР не имели водопровода, 73 % — канализации, 75 % — центрального отопления, 77 % — душа или ванной, 40 % — телевизора, 90 % — магнитофона, 90 % — домашнего телефона. Менее 11 % граждан СССР имели в личной собственности мотоциклы, 2,3 % — автомобили. Кооперативные квартиры имел 1 % граждан СССР, личные дачи — 1 %, садово-огородные участки — 3,5 %.
Советский Союз оставался второй по величине экономикой мира как по номинальному ВВП, так и по ВВП (ППС) на протяжении большей части холодной войны до 1988 года, когда номинальный ВВП Японии стал вторым по величине в мире.

## Отрасли
Согласно принятой в СССР классификации отраслей народного хозяйства, все отрасли народного хозяйства делились на две сферы: сфера материального производства и непроизводственная сфера.
К сфере материального производства относились следующие отрасли народного хозяйства:
- Промышленность
- Сельское хозяйство
- Лесное хозяйство
- Рыбное хозяйство
- Транспорт и связь
- Строительство
- Торговля и общественное питание
- Материально-техническое снабжение и сбыт
- Заготовки
- Информационно-техническое обслуживание
- Операции с недвижимым имуществом
- Общая коммерческая деятельность по обеспечению функционирования рынка
- Геология и разведка недр, геодезическая и гидрометеорологическая службы
- Прочие виды деятельности сферы материального производства

К непроизводственной сфере были отнесены следующие отрасли народного хозяйства и виды деятельности:
- Жилищно-коммунальное хозяйство
- Непроизводственные виды бытового обслуживания населения
- Здравоохранение, физическая культура и социальное обеспечение
- Народное образование
- Культура и искусство
- Наука и научное обслуживание
- Финансы, кредит, страхование, пенсионное обеспечение
- Управление
- Общественные объединения
- Экстерриториальные организации и органы

## История

### После Гражданской войны
Военный коммунизм
На первом этапе своего существования — сразу после установления советской власти — советская экономика (экономика РСФСР) «унаследовала» экономику Российской Империи, в той её части, которая располагалась на территории первого в мире социалистического государства. Накануне первой мировой войны экономика Российской Империи была, по разным оценкам, на третьем — пятом месте в мире по объёмам промышленного производства и на первом — втором месте по темпам роста национального дохода. Однако, в связи с большой численностью населения по показателям на душу населения Империя сильно отставала от наиболее развитых государств — Германии, США, Англии и Франции. Первая мировая война, наглядно продемонстрировавшая преимущества индустриализации и механизации в современном мире, стала мощным стимулом для дальнейшего ускоренного развития промышленности Российской империи. Например, было начато строительство шести автомобильных заводов. А на уже действующих предприятиях необходимость выполнения государственных военных заказов вызвала расширение и усовершенствование существующих производственных мощностей. Установление советской власти с практическим применением изложенной в «Манифесте коммунистической партии» марксистской программы перехода от капитализма к коммунизму вызвало катастрофическое сокращение производства («разруху») даже на тех территориях, которые не выходили из-под контроля советского правительства и не были затронуты боевыми действиями в ходе гражданской войны. Например, число занятых на петроградском Путиловском заводе по сравнению с дореволюционным временем сократилось в 6 раз, а производство практически остановилось из-за непрерывных конфликтов между руководящим и техническим персоналом с одной стороны и рабочим комитетом с другой. На московском заводе «Зингер-Гужон», национализированном в 1918 году и впоследствии переименованном в «Серп и молот», выпуск продукции сократился до 2 % от уровня 1913 года. Производство ламп накаливания, сосредоточенное до революции на одном московском заводе, в 1916 году превышало 4,5 млн штук, а в 1920 сократилось до 0,25 млн штук, то есть в 18 раз. Из-за резкого сокращения промышленного производства и законодательной ликвидации товарно-денежных отношений («отмирание денег») крайне затруднилась торговля между городом и деревней, что поставило городское население РСФСР на грань голодной смерти. Сильно ухудшилась работа железнодорожного транспорта. Сложившееся положение вызвало открытое сопротивление крестьян, у которых советская власть насильственно и безвозмездно изымала сельхозпродукцию. Крестьянские восстания подавлялись регулярными частями Красной армии. Но после того, как недовольство стало распространяться и на саму армию («Кронштадтский мятеж» 1 марта 1921 года под лозунгом «За Советы без коммунистов!»), руководство РКП(б) на X съезде партии (14 марта 1921 года) приняло т. н. Новую экономическую политику (НЭП), которая — по признанию В. И. Ленина, сделанному им в докладе «Новая экономическая политика и задачи политпросветов» от 17 октября 1921 года: «…означает переход к восстановлению капитализма в значительной мере. В какой мере — этого мы не знаем…». НЭП должна была заменить собой проводившуюся ранее политику «военного коммунизма» вследствие очевидной экономической несостоятельности последней. Причём, вопреки широко распространённому мнению, «военный коммунизм» по своему характеру никак не был связан с трудностями военного времени, о чём свидетельствуют, например, следующие слова Н. Бухарина: «Мы замышляли „военный коммунизм“, как универсальную, так сказать „нормальную“ форму экономической политики победившего пролетариата, а не как относившуюся к войне, то есть соответствовавшую определённому этапу гражданской войны».
К этому периоду советской экономики относится разработка плана ГОЭЛРО (1920 г.), первоначально предусматривавшего строительство 100 электростанций. Впоследствии это количество было уменьшено до 30. Несмотря на то, что планы строительства некоторых электростанций, в частности Волховской и Днепровской ГЭС, опирались на дореволюционные проектные разработки разной степени готовности, работы — на первых порах — велись очень медленно из-за недостатка электрооборудования, технических ресурсов и квалифицированной рабочей силы. Действительная реализация плана ГОЭЛРО смогла начаться только в период НЭПа с активным привлечением иностранных специалистов и масштабными зарубежными закупками профильного и сопутствующего оборудования и техники.
В дальнейшем основным методом планирования экономики страны стали пятилетние планы развития народного хозяйства (т. н. «пятилетки»):
Советские пятилетки:
- Первая: 1928/29 — 1932/33;
- Вторая: 1933—1937;
- Третья: 1938—1942 (сорвана началом войны);
- Четвёртая: 1946—1950;
- Пятая: 1951—1955;
- Шестая: 1956—1960 (вместо неё с 1959 по 1965 была семилетка);
- Восьмая: 1966—1970;
- Девятая: 1971—1975;
- Десятая: 1976—1980;
- Одиннадцатая: 1981—1985;
- Двенадцатая: 1986—1990;
- Тринадцатая: 1991—1995 (не реализована, так как в 1991 году СССР прекратил существование).

Государство, сохранявшее командные высоты в экономике, стало применять директивные и косвенные методы государственного регулирования, исходя из необходимости реализации новых приоритетов. Основной акцент экономического планирования был поставлен на концентрирование всех сил на создание в сжатые сроки тяжёлой индустрии и её быстрое развитие, пусть и в ущерб развитию других отраслей, в результате чего через несколько лет после создания плановой экономики СССР превратился в одну из крупнейших индустриально-аграрных держав мира. Созданная в конце 1920-х гг. сталинская модель экономики просуществовала три десятилетия (до конца 1950-х гг.) и на всём своём протяжении демонстрировала высокие темпы экономического роста, которые по мнению ряда экономистов (Г. И. Ханин, В. Д. Руднев, И. Н. Степченко и др.) можно назвать «советским экономическим чудом».

### Первые пятилетки,индустриализация
В ходе довоенных пятилеток в СССР был обеспечен стремительный рост производственных мощностей и объёмов производства тяжёлой промышленности, что впоследствии позволило СССР использовать этот потенциал для победы в Великой Отечественной войне 1941—1945 годов. В первой половине XX века Советский Союз показал высокую степень индустриального роста, тем временем как Европа и Америка боролись с «Великой Депрессией».
По общему объёму валового внутреннего продукта и производству промышленной продукции и СССР в середине 1930-х гг вышел на первое место в Европе и на второе место в мире, уступив только США и значительно превзойдя Германию, Великобританию, Францию. Огромное значение в дальнейшем развитии экономики государства имела и сама Великая Отечественная война.
Американский экономист Абрам Бергсон в своей основополагающей работе «Реальный национальный доход Советской России с 1928 г.», изданной в 1961 году, резюмирует, что с 1928 по 1940 г. советский ВНП вырос более чем на 60 %. «Если иметь в виду, что за те же годы ВНП в США упал в целом на 33 %, то советские показатели (по Бергсону) предстанут одними из самых впечатляющих в XX в.», — отмечает американский проф. Мартин Малиа. Однако, далеко не все экономисты так же высоко оценивали успехи советской индустриализации, ссылаясь на «эффект Гершенкрона», описанный А. Гершенкроном в его работе «Долларовый индекс выпуска машиностроительной промышленности СССР: с 1927-28 по 1937 гг.», в которой он продемонстрировал, что показатели промышленного производства в СССР в 1930-х годах измерялись советскими плановыми органами таким образом, чтобы показать наивысший темп роста. В другой своей работе («Экономическая отсталость в исторической перспективе») на основе анализа индустриализации в Японии эпохи Мэйдзи и в СССР Гершенкрон сформулировал теорию о «преимуществе отсталости», заключающемся в возможности более быстрого развития отсталых экономик за счёт заимствования технологий у более развитых систем с перескакиванием целых стадий экономического развития.
Весьма значимым по своим масштабам, было использование в советской экономике принудительного труда (заключённые ГУЛАГа, спецпоселенцы, тылоополченцы), однако использование труда заключённых не было фактором быстрого роста экономики, в том числе, поскольку в общей численности трудящихся в стране они составляли лишь незначительную долю. В 1936 году в исправительно-трудовых лагерях и колониях использовался труд 1 300 000 заключённых, а в 1938 году — более 1 800 000. В 1930—1931 годах на «спецпоселение» было отправлено почти 2,5 млн человек. В исправительно-трудовых лагерях и колониях в 1950 году работали свыше 2,5 млн человек.

### В годыВеликой Отечественной войны
В 1943 г. военные расходы составили 44 % национального дохода, фонд потребления — 49 и фонд накопления — 7 %, в 1944 г. — соответственно 35, 50 и 15 процентов. 551 млрд руб. составили прямые расходы Советского правительства на ведение войны, и 13 % этой суммы было вложено в копилку победы покупателями займов. В целом же за годы войны обязательные и добровольные взносы населения достигли 270 млрд руб., или 26 % всех доходов государственного бюджета.
Помимо бюджетных ассигнований, для финансирования военных расходов использовались внебюджетные средства: общая сумма пожертвований от населения СССР составила 94,5 млрд рублей (наличными деньгами, в иностранной валюте, облигациями государственных займов, а также монетами и изделиями из драгоценных металлов).
В ходе войны — в результате временной оккупации противником большой части территории — Советский Союз потерял весьма существенную часть людских, сельскохозяйственных и сырьевых ресурсов, а также некоторую часть промышленных ресурсов, которые не удалось эвакуировать. Кроме этого, необходимость компенсации больших потерь в живой силе в первые годы войны вызвала ещё большее сокращение трудовых ресурсов экономики. В результате экономика СССР сильно «сжалась». Неизвестно смогла бы она обеспечить потребности ведущего войну государства без помощи извне: совокупные поставки по ленд-лизу превысили среднегодовой довоенный импорт Советского Союза более чем в 50 раз, причём военное снаряжение составляло менее половины всего объёма поставок (41,15 %). По советским данным в целом по ленд-лизу было поставлено около 4 % всей продукции советской экономики, хотя эта цифра никогда не подкреплялась какой-либо статистикой, как никогда не пояснялось проценты чего имеются в виду — валового объёма или стоимостного выражения. Наибольшую важность имели поставки продовольствия и медикаментов, взрывчатых веществ, горючего, цветных металлов, транспортных средств и средств связи. Кроме поставок готовых изделий и полуфабрикатов, возмещавших утерянные сырьевые ресурсы и производственные мощности, перепрофилированные на выпуск военной продукции, были также произведены поставки оборудования на сумму свыше 1 млрд долл. США (около 4-5 млрд рублей по официальному курсу, который никогда не использовался во внешней торговле и был примерно в 10 раз ниже курса валютного «чёрного рынка»). Поставки оборудования составляли около одной трети от всех поставок на ранних этапах ленд-лиза и почти 100 % после 1944 года. Например, оборудования для нефтепереработки было поставлено столько, что годовое производство авиабензина в СССР возросло со 110 000 тонн в 1941 году до 1 670 000 тонн в 1944 году. Новейшие технологии, воплощённые в поставляемых по программе ленд-лиза оборудовании и технике, имели важное значение для дальнейшего развития экономики СССР, поскольку позволяли сократить или полностью исключить затраты на НИОКР путём копирования, как это было, например, с процессами каталитического крекинга и алкилирования, трактором С-80, двигателем ЯАЗ-206, тепловозом серии ТЭ1, дизелем 2Д100 (копия Fairbanks-Morse 38 8-1/8), токарно-карусельными станками Warner & Swazey и многими другими технологиями, машинами и оборудованием.

### Послевоенные годы
Промышленное производство СССР на довоенный уровень вышло в 1948 году, сельское хозяйство — в 1950 году. В 1950 году СССР по объёму ВВП вышел на второе место в мире, после США.
Быстрому восстановлению и дальнейшему росту экономики способствовал целый ряд факторов:
- Мобилизационный характер экономики, концентрация финансовых и трудовых ресурсов на приоритетные отрасли[87].
- Производственный героизм народа (трудовые почины)[88]. С 1939 по 1956 год действовал уникальный метод повышения эффективности труда (МПЭ), являвшийся совокупностью моральных и материальных стимулов труда, направленных на активизацию творческой активности инженерных и рабочих кадров, снижение себестоимости выпускаемой продукции, повышение качества производимой продукции и т. д.[89]
- Движение рационализаторов[88]. В нём участвовали не только инженеры и техническая интеллигенция, но и простые рабочие[90].
- Ускорение технологического прогресса, внедрение достижений науки и техники в производство. Во многом это стало следствием создания в 1947 году Госкомитета по внедрению передовой техники в народное хозяйство СССР и Государственного комитета по материально-техническому снабжению[42].
- Продолжавшееся повышение общеобразовательного и профессионального уровня инженерных и рабочих кадров[88]. Дипломированные и хорошо обученные специалисты уже преобладали не только на верхнем уровне хозяйственного руководства, но и на среднем и нижнем уровнях (мастера)[42].
- Плановые снижения себестоимости производимой продукции. Это становилось возможным благодаря повышению производительности труда, экономному расходованию сырья, материалов, топлива и электроэнергии[42].

Существенную роль в послевоенном восстановлении советской экономики сыграли репарации, полученные с Германии и её союзников, а также бесплатный труд военнопленных, интернированных гражданских лиц и советских заключённых общей численностью в несколько миллионов человек.. По оценке ЦРУ США общая сумма советской доли послевоенных репараций составила примерно 10 миллиардов долларов. Кроме этого, СССР вывез из Маньчжурии имущества на сумму в 800 млн долларов, которое предназначалось как репарации Китаю. Промышленное оборудование, вывозимое в СССР в качестве репарации, было либо наиболее современным, либо таким, в котором советская экономика испытывала наиболее острую необходимость.
СССР демонтировал и вывозил — в качестве репараций — немецкие заводы не только из своей зоны оккупации. Союзнический Контрольный Совет (Allied Control Council for Germany) выделил Советскому Союзу репарационную квоту в западной зоне оккупации: 10 % работоспособного и комплектного промышленного оборудования «не нужного для немецкой мирной экономики» (а именно — оборудование металлургической, химической и машиностроительной отраслей) вывозилось Советским Союзом с оккупированной союзниками территории Германии совершенно бесплатно и ещё 15 % — в обмен на советские поставки сырья и продовольствия в размере 60 % от стоимости оборудования. За оборудование второй группы СССР заплатил только 12 % от предусмотренной стоимости встречных поставок. По утверждению Э. Саттона СССР «снял сливки» с немецкой промышленности в западной зоне оккупации, в качестве примеров указаны самый большой и наиболее современный в Европе прокатный стан горячей и холодной прокатки Bandeisenwalzwerk Dinslaken A.G. (английская зона оккупации) и огромный завод по производству подшипников Kugelfischer (американская зона оккупации). Всего из западной зоны оккупации СССР вывез 66 981 тонну наиболее современного промышленного оборудования. Впрочем, все это вряд ли покрыло хотя бы половину потерь, понесённых СССР из-за немецкой оккупации.
С 1941 года в СССР действовала карточная система. При этом действовали также так называемые коммерческие магазины, где товары продавали без карточек по высоким ценам. В сентябре 1946 года в 2,5-3 раза были повышены цены на основные продукты питания, распределявшиеся по карточкам: хлеб, масло, мясо, сахар, соль и т. п. Это было вызвано плохим урожаем 1946 года. Всего же с 1941 года до середины декабря 1947 года государственные розничные цены выросли в 3,2 раза, при этом за тот же период заработная плата рабочих и служащих выросла только в 1,5 раза.
После преодоления продовольственного кризиса 1946—1947 годов началось снижение государственных розничных цен, что сопровождалось широкомасштабной пропагандистской кампанией. При этом ценовую реформу совместили с денежной реформой 1947 года, направленной на изъятие у населения части денежной массы, а также с отменой карточек. Новые цены были ниже коммерческих, но значительно выше прежних цен на товары по карточкам. Снижение цен осуществлялась в пять этапов, до весны 1952 года

#### 1953—1965 годы
В 1950-е гг. народное хозяйство страны продолжало динамично развиваться. В этот период рост советской экономики обеспечивался в первую очередь за счёт интенсивных факторов (экстенсивные факторы роста отошли на второй план). 1950-е годы стали временем перехода СССР к научно-технической революции, что заключалось в автоматизации производств, развитии наукоёмких направлений — электроники, атомной энергетики, космонавтики.
После смерти И. В. Сталина руководители страны и коммунистической партии взяли курс на развитие социально ориентированных отраслей экономики — строительства, сельского хозяйства, лёгкой промышленности и производства товаров повседневного спроса. Однако к 1955 году курс на преимущественное развитие производства предметов потребления был отвергнут в пользу опережающего развития тяжёлой промышленности. На XX съезде КПСС в 1956 году была принята программа формирования единого народнохозяйственного комплекса СССР. Реализация программы должна была обеспечить непрерывный технический прогресс, быстрый рост производительности труда, развитие стратегически важных отраслей промышленности и, как следствие, повышение уровня жизни советского народа, что должно было вывести СССР на первое место в мире и продемонстрировать преимущество социалистической экономики над капиталистической. В 1957—65 годы по инициативе Н. С. Хрущёва была предпринята попытка децентрализации системы управления промышленностью, суть которой заключалась в отказе от отраслевого принципа управления промышленностью и строительством посредством министерств в пользу территориального, посредством совнархозов. Столкнувшись с неспособностью разрешить конфликт между складывавшейся десятилетиями системой вертикальных отраслевых экономических и производственных связей и попыткой территориального управления производством в рамках экономических административных районов, на которые в ходе реформы была поделена территория СССР, реформа 1957 года зашла в тупик, и в 1965 году восстановлена традиционная для советской экономики централизованная отраслевая система управления.
Несмотря на неудачные экономические эксперименты, в 1960 году СССР стал крупнейшим в мире производителем кокса, цемента, тепловозов, пиломатериалов, шерстяных тканей, сахара-песка и животного масла, занял первое место в мире по добыче угля и железной руды и другим показателям; и второе место в мире по объёмам производства электроэнергии, добычи нефти и газа, производству стали, чугуна, химической продукции, минеральных удобрений, продукции машиностроения, хлопчатобумажных тканей и по другим позициям. Существенную роль в этом сыграла изначально присущая советской экономике опора на зарубежный технологический потенциал. Так, например, только за три года — с 1959 по 1961 — СССР закупил не менее 50 химических заводов разной степени комплектности, что вызвало следующий комментарий в американском отраслевом журнале Chemical Week: «СССР ведёт себя так, как будто у него вообще нет химической промышленности». К 1965 году национальный доход СССР увеличился на 53 % по сравнению с 1958 годом, производственные фонды выросли на 91 %, производство промышленной продукции — на 84 %. Реальные доходы населения выросли на одну треть. Были введены зарплаты и пенсии колхозникам. За счёт строительства зданий из крупных панелей заводского производства, жилой фонд увеличился на 40 %. В период с 1950 по 1964 годы площадь жилья увеличилась в 2,3 раза.  Более того, прирост в наибольшей степени присутствовал в Югославии, где были заметны сильные тенденции к переходу от сельскохозяйственной к промышленному производству. Российский историк В. А. Красильщиков так оценил социально-экономические достижения того периода:
Хрущёвское десятилетие — один из самых важных периодов в истории России/СССР XX века с точки зрения модернизации. Никогда на протяжении XVIII–XX веков разрыв между Россией/СССР и Западом не был так мал, как в эти годы.
Динамика ВВП на протяжении 1950—1965 годов претерпела существенные изменения: до конца 1950-х годов существовавшая сталинская модель экономики способствовала быстрому росту ВВП; затем, в конце 1950-х — первой половине 1960-х годов в результате непоследовательных хрущёвских реформ темпы роста значительно снизились. По данным экономиста Григория Ханина, за 1951—1960 гг. ВВП СССР вырос на 244 % (то есть среднегодовые темпы роста ВВП составляли около 10 %). Это было чуть меньше роста Японии (её ВВП за десятилетие вырос на 253 %), выше роста ФРГ (217 %) и гораздо больше показателей Франции (158 %), США (133 %) и Великобритании (127 %). Экономист Ангус Мэдисон приводит более скромные цифры по советской экономике: по его расчётам, в 1950—1965 годах она росла намного медленнее, чем японская, и немного быстрее, чем экономика США. Уровень ВВП в 1950 году (в миллиардах долларов 1990 года) составлял 510 (100 %) в Советском Союзе, 161 (100 %) в Японии и 1456 (100 %) в США. К 1965 году соответствующие значения составляли 1068 (209 %), 587 (365 %) и 2607 (179 %). При этом, по мнению Г. И. Ханина, «сравнение СССР с Японией не вполне корректно, поскольку Советский Союз к началу 1950-х гг. уже закончил послевоенное восстановление экономики, а Япония лишь находилась в самой активной фазе такого восстановления (считается, что восстановление продолжалось до конца 1950-х гг.). В периоды послевоенного восстановления экономики всегда демонстрируют высокую динамику, так как отсчёт ведётся от низких исходных значений экономических показателей».

#### 1965—1970-е годы
После прихода к власти нового руководства во главе с Л. И. Брежневым были предприняты попытки придать советской экономике новое дыхание. С 1965 г. стала внедряться реформа по переводу предприятий и организаций в новые условия хозяйствования (известная как «Косыгинская реформа»), расширявшая экономический инструментарий воздействия, вместо административных методов. Однако дальнейший ход реформы оказался невозможен по политическим причинам (из-за событий в Чехословакии и Польше), так что с конца 60-х годов наметилась явная тенденция к консерватизму.
Быстрые темпы экономического роста, характерные для 30-х — 50-х годов, сменились периодом постепенного замедления прироста производительности по мере того, как сокращался разрыв уровня жизни с развитыми капстранами. Это было связано с исчерпанием потенциала для роста и снижением предельной отдачи по народному хозяйству в результате накопления основных фондов. Ускорению развития мешали гипертрофированный ВПК (военные расходы в 80-е годы колебались в районе 12 % ВВП) и малоэффективный АПК (производя примерно одинаковый объём продукции, сельское хозяйство имело в 4-5 раз меньшую производительность чем в США, и препятствовало таким образом перетоку рабочей силы в промышленность и сферу услуг), которые, несмотря на большие затраты, продолжали поддерживаться различными программами и постановлениями вплоть до конца 80-х годов. 
Объём ВВП, национального дохода, продукции промышленности и строительства продолжали достаточно быстро расти, однако среднегодовые темпы роста производительности труда постепенно снижались: в Восьмой пятилетке (1966—1970) они составляли 6,8 %, в Девятой — 4,6, Десятой (1976—1980) — 3,4, однако оставались более высокими, чем в большинстве развитых капстран. При этом производительность труда по абсолютному значению оставалась ниже, чем в США, в промышленности в 2 раза, сельском хозяйстве — в 4-5 раз. Падали и среднегодовые темпы прироста национального дохода: в Восьмой пятилетке — 7,7 %, Девятой — 5,7, Десятой — 4,2, Одиннадцатой — 3,5 %. Прирост населения составлял около 0,9 %, так что даже в 1980-е годы сохранялось устойчивое интенсивное развитие. В целом же за 1970—1990 объём национального дохода увеличился в 2 раза, на душу населения — в 1,7 раза.
По данным официальной статистики, экспорт нефти и нефтепродуктов из СССР вырос с 75,7 млн т. в 1965 г. до 193,5 млн т в 1985 г. Главной причиной этого стало освоение месторождений Западной Сибири. При этом экспорт за свободно конвертируемую валюту составлял, по оценкам, соответственно 36,6 и 80,7 млн т. По оценкам, выручка от экспорта нефти и нефтепродуктов, составлявшая в 1965 г. порядка 0,67 млрд долл., увеличилась к 1985 г. в 19,2 раза и составила 12,84 млрд долл. Кроме того, в значительных объёмах с 1970-х годов экспортировался природный газ. Добыча газа в этот период увеличилась со 127,7 до 643 млрд м³. Большая часть валютной выручки тратилась на импорт продовольствия и закупку товаров народного потребления. Она частично решала в этот период проблемы советской экономики (кризис в сельском хозяйстве, нехватку товаров народного потребления).

#### 80-е годы
| Годы | ВНП (млрд. руб)      | Дефицит бюджета (% к ВНП) | Рост номинальных денежных доходов населения (в %) |
| 1985 | {\displaystyle 777}  | {\displaystyle 1,8}       | -                                                 |
| 1986 | {\displaystyle 799}  | {\displaystyle 5,7}       | {\displaystyle 3,6}                               |
| 1987 | {\displaystyle 825}  | {\displaystyle 6,4}       | {\displaystyle 3,9}                               |
| 1988 | {\displaystyle 875}  | {\displaystyle 9,2}       | {\displaystyle 9,2}                               |
| 1989 | {\displaystyle 943}  | {\displaystyle 8,6}       | {\displaystyle 13,1}                              |
| 1990 | {\displaystyle 1010} | {\displaystyle 4,1}       | {\displaystyle 16,9}                              |

| Годы | Розничный товарооборот государственной и кооперативной торговли (млрд. руб) | Продовольственные товары (млрд. руб) | Из них алкогольные напитки (млрд. руб) |
| 1980 | {\displaystyle 270,5}                                                       | {\displaystyle 137,3}                | {\displaystyle 43,1}                   |
| 1985 | {\displaystyle 324,2}                                                       | {\displaystyle 158,6}                | {\displaystyle 46,0}                   |
| 1986 | {\displaystyle 332,1}                                                       | {\displaystyle 156,5}                | {\displaystyle 36,3}                   |
| 1988 | {\displaystyle 364,4}                                                       | {\displaystyle 172,7}                | {\displaystyle 40,0}                   |
| 1989 | {\displaystyle 404,5}                                                       | {\displaystyle 188,0}                | {\displaystyle 49,9}                   |
| 1990 | {\displaystyle 468,3}                                                       | {\displaystyle 205,3}                | {\displaystyle 55,3}                   |

До конца существования СССР советская экономика и промышленность по валовым показателям занимала второе место в мире, уступая только США (примерно 50-70 % от экономики США). Доля СССР в мировой промышленной продукции составляла 20 %. Только на рубеже 1980-х и 1990-х гг. ВВП СССР без учёта паритета цен оказался несколько меньше чем у Японии. В середине 80-х годов ВВП на душу населения в СССР составлял около 37 % от уровня США.
Отличительной особенностью экономики позднего СССР является нарастающее технологическое отставание от передовых держав, снижением экономической эффективности во всех отраслях экономики и дефицит товаров широкого потребления (т. н. производство группы «Б», составлявшее 1/4 от ВВП, в то время как производство промышленной продукции («производство средств производства», группа «А») составляло 3/4 от ВВП) и сферы услуг, объяснявшийся высоким объёмом социальных обязательств государства при высокой относительной доле в экономике страны тяжёлой промышленности и военно-промышленного комплекса.
Основной проблемой экономики СССР в 80-х годах являлось исчерпание ресурсов экстенсивного развития: природного сырья, человеческих ресурсов. Единственно возможным становился экономический рост с использованием интенсивных факторов, использованием достижений НТР, переход к полностью автоматизированному производству и использование новых технологий. Однако экономическая модель, существовавшая в последние десятилетия СССР, плохо стимулировала заинтересованность предприятий в использовании достижений НТР. Дальнейшее экономическое развитие было возможно либо путём возврата к сталинской модели командной экономики и тотальной информатизации экономических процессов (см. ОГАС), либо путём ликвидации планово-административной системы.

В эпоху бурных, динамичных перемен экономика продолжала сохранять свою архаическую, утяжелённую и высокомонополизированную структуру, оставшиеся в наследство от индустриальной стадии методы управления, крайне примитивную систему мотивации поведения. Страна, пропустив ряд важных этапов (компьютеризация, ресурсосбережение, «зелёная революция»), несмотря на несомненные достижения, начала отодвигаться на обочину научно-технической революции. Углублялось отставание аграрного сектора, сферы коммуникаций и услуг, образования и медицины.

Советская командно-административная система оказалась абсолютно неадекватной происходящей в мире научно-технической революции.
Во второй половине 1980-х годов в результате дефицита продуктов питания в сотнях городов и рабочих посёлков СССР впервые после войны были введены продовольственные талоны и карточки.
За период с 1960 по 1985 гг. доля топлива и сырья в советском экспорте поднялась с 16,2 до 54 %, а доля машин и сложной техники упала с 20,7 до 12,5 % (при этом основной удельный вес в экспорте сложной и высокотехнологической машиностроительной продукции занимала военная техника и вооружение).
В 1985 году доля сырья в экспорте составила 54 %, розничный товарооборот составил 324,2 млрд руб или в расчёте на душу населения: 47 руб/мес — продовольствие, 49 руб/мес — непродовольственные товары, было построено 113 (в России — 62,5) млн м². жилья.
В 1984 году СССР импортировал 45,5 млн тонн зерна и зернопродуктов, 484 тыс. тонн мяса и мясопродуктов, свыше 1 млн тонн масла животного и растительного.
В 1989 г. военные расходы СССР в абсолютных цифрах увеличились почти в два раза по сравнению с 1980 г. и достигли максимума за всю историю СССР — 77,294 млрд рублей (16,1 % расходов бюджета).
В 1989 году доля СССР в мировом экспорте вооружений составляла 43,96 % (доля США 16,09 %).
В 1985 г. средняя месячная заработная плата в народном хозяйстве СССР составляла 190 рублей, средняя месячная пенсия 75 рублей, средняя обеспеченность населения жильём 15 квадратных метров на человека.
По оценке специалистов НИЭИ при Госплане СССР, в середине 80-х годов годовой оборот теневой экономики в СССР достиг 60-80 млрд рублей.
После смерти Брежнева за коррупцию и экономические преступления был арестован ряд лиц из окружения его дочери Галины Брежневой и зятя Юрия Чурбанова (последний, заместитель министра внутренних дел, был арестован и осуждён уже после смерти Брежнева). В квартире и на даче Брежневой был проведён обыск, в результате которого только в квартире было изъято ценных вещей на сумму в миллион рублей.
По мнению Д. А. Волкогонова, политическая жизнь в тот период характеризовалась ростом бюрократического аппарата, усилением его произвола, а в партийных и советских кругах (прежде всего в ближайшем окружении Брежнева) процветали злоупотребление служебным положением, казнокрадство, коррупция.

Видимая невооружённым глазом коррупция, наглое воровство, обман, подтасовки отчётности, рост «теневой экономики», разболтанность, расхлябанность на производстве отравляли жизнь, мешали работать каждому честному человеку. В глубинах народной жизни зрели гроздья гнева, накапливалось недовольство, раздражение, всё более острым становилось желание перемен — и перемен не косметических, не уравновешенных на весах придворных компромиссов, не сводящихся к длинной или короткой рокировке в «верхах», а перемен, затрагивающих основы устоявшихся порядков. Зрела перестройка.
Исходя из сложившейся ситуации, в середине 1980-х годов руководством Советского Союза была предпринята попытка ускорения (экономического развития страны), а затем перестройки (советских, директивных, методов хозяйствования), с внедрением элементов свободного рынка — т. н. смешанная экономика.
В годы Перестройки усилились негативные тенденции в экономике. Неспособность политического руководства страны адекватно реагировать на негативные внешние проявления (падение цен на нефть в 1986 г., снижение поступлений в бюджет в результате антиалкогольной кампании, огромные расходы на ликвидацию Чернобыльской аварии, военные расходы в Афганистане и др.) и приверженность к популистским мерам привели к разбалансированности бюджетной и денежной систем, следствием чего стало обострение общей экономической ситуации.
C 1985 по 1990 гг. средняя месячная заработная плата в народном хозяйстве СССР выросла со 190 до 300 рублей в месяц (c 1975 по 1985 гг. она возросла со 150 до 190 рублей). В условиях фиксированных розничных цен это привело к исчезновению почти всех товаров с прилавков.

Объёмы производства товаров народного потребления были гораздо ниже огромной денежной массы, поскольку исходили из достаточно условных расчётных сроков и объёмов потребления. Покупатели мгновенно расхватывали товар на прилавках магазинов. Создалась ситуация «пустых полок и полных холодильников и забитых квартир». Любой более-менее качественный товар, попадавший на полки магазинов, продавался в считанные часы. Значительная масса непродовольственных товаров фактически перестала попадать в официальную торговлю и реализовывалась работниками торговли по знакомым или через «фарцовщиков». Эта проблема усугубилась с разрешением частной торговли, которой фактически занимались кооперативы.

Началась неразбериха с союзными поставками, некоторые республики, в частности Украина, прекратили отгрузку мяса, молока Москве, Ленинграду, военному ведомству. В самой столице картина была вообще удручающей. Сотни тысяч жителей почти со всей центральной России ежедневно прибывали поездами в Москву и прямо-таки штурмовали продовольственные магазины. Хватали всё, что было на прилавках, нагруженные хозяйственными сумками, с тяжёлыми рюкзаками за спиной тянулись на вокзалы. 
Темпы роста ВНП снизились в годы XII пятилетки (1986—1990) до 2,4 % в год (против 4,8 % в годы X и 3,7 % в годы XI пятилетки), а в 1990 г. стали отрицательными.
На рубеже 80-90-х гг. ситуация в советской экономике стала критической. С прилавков исчезли даже товары и продукты питания первой необходимости; осенью 1989 г., впервые после войны, в Москве были введены талоны на сахар, а к началу 1991 г. над страной нависла реальная угроза полномасштабного голода. Из-за рубежа в СССР начала поступать продовольственная гуманитарная помощь.
К этому времени советским Правительством уже был потерян контроль над экономикой государства, в результате целого ряда причин, что обернулось для страны ускорением распада Советского Союза. 

см. также: Программа «500 дней», 1980-е в экономике СССР

## Экономическое районирование
Состав экономических районов СССР менялся в соответствии с задачами совершенствования управления и планирования народного хозяйства в целях ускорения темпов и повышения эффективности общественного производства. Планы 1-й пятилетки (1929—32) были составлен по 24 районам, 2-й пятилетки (1933—37) по 32 районам и зоне Севера, 3-й (1938—42) по 9 районам и 10 союзным республикам, одновременно области и края были сгруппированы в 13 основных экономических районов по которым и производилось планирование развития народного хозяйства в территориальном разрезе. В 1963 утверждена таксономическая сетка, уточнённая в 1966, включающая 19 крупных экономических районов и Молдавскую ССР:
1. Центральный — в том числе Московский промышленный район, а также крупные Рязанский, Тульско-Новомосковский, Ярославский, Калининский узлы,
2. Центральночернозёмный — в том числе крупнейший Воронежский промышленный узел,
3. Восточно-Сибирский — в том числе крупнейший Красноярский промышленный узел, крупные Иркутский, Братский узлы,
4. Дальневосточный — в том числе крупные Хабаровский и Владивостокский промышленные узлы,
5. Северный — в том числе крупный Архангельский промышленный узел,
6. Северо-Кавказский — в том числе крупнейший Ростовский промышленный узел, крупный Краснодарский узел,
7. Северо-Западный — в том числе Ленинградский промышленный район,
8. Поволжский — в том числе крупнейшие Саратовский, Волгоградский, Куйбышевский, Казанский промышленные узлы, крупные Астраханский, Ульяновский, Пензенский, Тольятти-Жигулёвский, Нижнекамско-Набережночелнинский узлы,
9. Уральский — в том числе крупнейшие Свердловский, Челябинский, Уфимский, Пермский промышленные узлы, крупные Магнитогорский, Оренбургский, Салават-Стерлитамакский, Тагильский узлы,
10. Волго-Вятский — в том числе крупнейший Горьковский промышленный узел и крупный Кировский узел,
11. Западно-Сибирский — в том числе промышленный район Кузбасс, крупнейшие Новосибирский, Омский промышленные узлы, крупные Тюменский, Томский, Барнаульский узлы,
12. Донецко-Приднепровский — в том числе 2 промышленных района — Донбасс и Приднепровье, крупнейший Харьковский промышленный узел, крупный узел — Приазовье,
13. Юго-Западный — в том числе крупнейший Киевский промышленный узел, крупный Львовский узел,
14. Южный — в том числе крупнейший Одесский промышленный узел,
15. Белорусский — в том числе крупнейший Минский промышленный узел, крупный Витебско-Полоцкий узел,
16. Казахстанский — в том числе крупнейший Алма-Атинский промышленный узел, крупные Карагандинский, Павлодар-Ермаковский, Восточно-Казахстанский узлы,
17. Прибалтийский (Литовская ССР, Латвийская ССР, Эстонская ССР, а также Калининградская область РСФСР) — в том числе крупнейший Рижский промышленный узел, крупные Вильнюсский, Таллинский узлы,
18. Закавказский (Армянская ССР, Азербайджанская ССР, Грузинская ССР) — в том числе крупнейшие Тбилисский, Абшеронский (Баку) промышленные узлы, крупный Ереванский узел,
19. Среднеазиатский (Узбекская ССР, Туркменская ССР, Таджикская ССР, Киргизская ССР) — в том числе крупнейший Ташкентский промышленный узел, крупные Южно-Таджикский, Фрунзенский, Фергано-Маргиланский, Самаркандский узлы,
20. а также Молдавская ССР (не входит в экономический район) — в том числе крупный Кишинёвский узел.

Кроме экономических районов СССР на территории Советского Союза выделялось 5 промышленных районов:
- Московский;
- Ленинградский;
- Донбасс;
- Кузбасс;
- Приднепровье.

В 1980-х годах развивались так называемые ТПК (территориально-производственные комплексы), крупнейшие из которых:
- Западно-Сибирский (нефтяная и газовая промышленность Тюменской области РСФСР),
- Канско-Ачинский (угольная промышленность Красноярского края РСФСР),
- Южно-Якутский (угольная промышленность Якутской АССР),
- Тимано-Печорский (угольная и нефтяная промышленность Коми АССР, Ненецкого АО РСФСР),
- Саянский (цветная металлургия Хакасской АО РСФСР),
- Курская Магнитная Аномалия, КМА (железорудная, металлургическая промышленность Белгородской, Курской областей РСФСР),
- Павлодар-Экибастузский (угольная промышленность Павлодарской области КазССР),
- Южно-Таджикский (цветная металлургия, машиностроение Таджикской ССР),
- Восточно-Туркменский (химическая и нефтеперерабатывающая промышленность Туркменской ССР).

## Сельское хозяйство

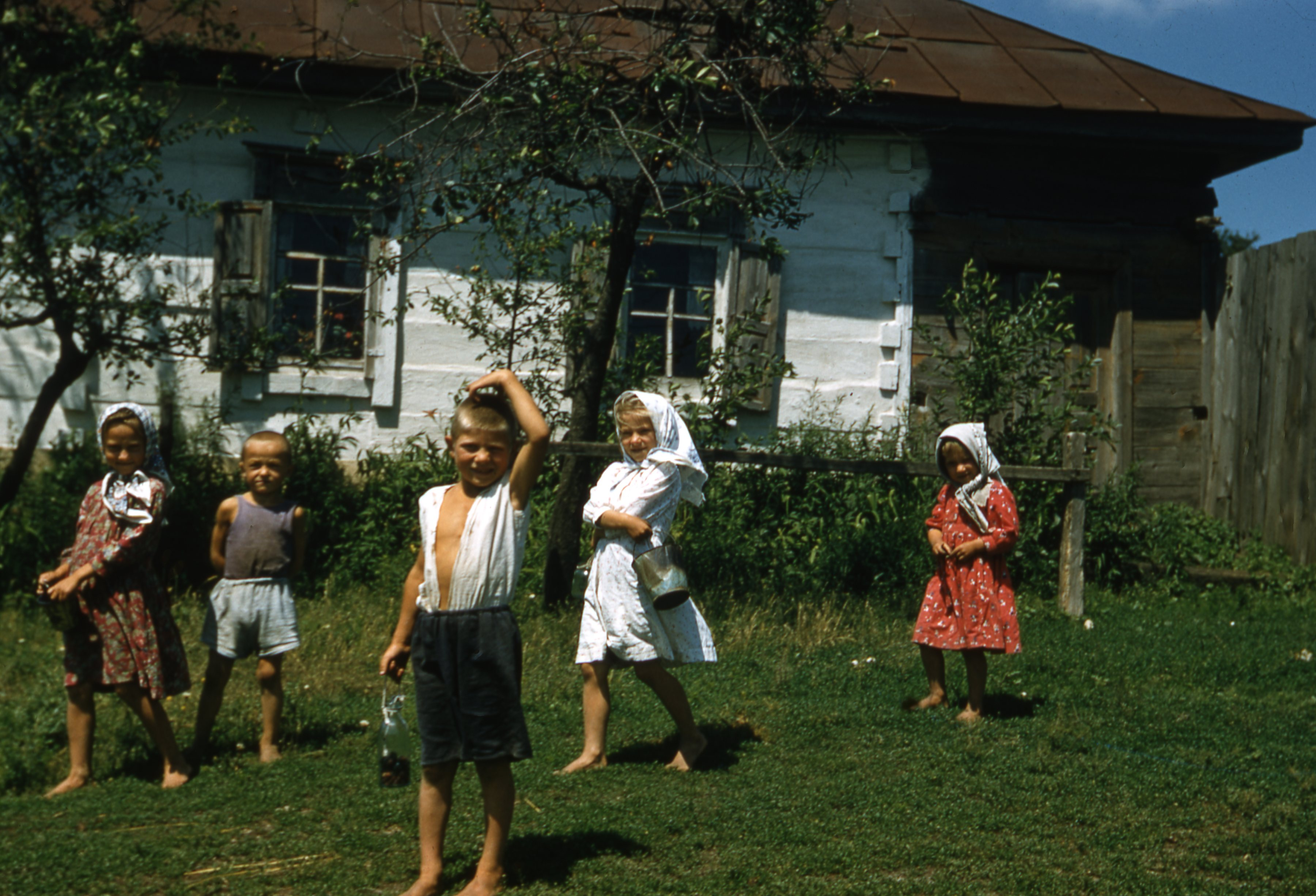
Деревенские дети в 1958 году, СССР

Сельское хозяйство являлось одной из важнейших отраслей экономики СССР и занимало второе место (после промышленности) в производстве валового общественного продукта и национального дохода СССР. Численность занятых в сельском хозяйстве в 1985 г. составляла около 28 млн человек (около 20 % занятых в народном хозяйстве СССР). В начале 1980-х СССР занимал 1-е место в мире по производству пшеницы, ржи, ячменя, сахарной свёклы, картофеля, подсолнечника, хлопка, молока, 2-е по поголовью овец, 3-е — по общему объёму производства сельскохозяйственной продукции, поголовью крупного рогатого скота, сбору зерна. СССР также являлся крупным экспортёром многих видов сельскохозяйственных продуктов (зерна, хлопка, растит. и животного масла, шкур пушных животных и др.). Зерновой кризис вынудил Советский Союз с 1963 года регулярно закупать зерно. В 1980-е годы на СССР приходилось до 15 % мирового зернового импорта (по данным МБРР), и он занимал устойчивое первое место в мире как импортёр продовольственного зерна.
Сельское хозяйство Советского Союза было построено на системе крупных хозяйственных единиц:
- колхозы — коллективные хозяйства (на конец 1971 года — 32 300 колхозов) и
- совхозы — государственные (советские) хозяйства (15 500 совхозов).

В валовой продукции сельского хозяйства СССР в 1986 году на долю растениеводства приходилось 45 %, животноводства — 55 %.
Рыбное хозяйство: СССР был второй в мире рыбной державой (см. Рыбная промышленность СССР), общий годовой улов рыбы достигал 14 млн тонн, объём экспорта морепродуктов достигал 4,5 млрд долларов.

## Энергетика
За 1940—1986 гг. продукция электроэнергетики увеличилась в 41 раз.

### Электроэнергетика
Было создано 11 объединённых энергетических систем СССР:
- Единая Энергосистема Европейской части
  - Северо-Запад,
  - Центр,
  - Поволжье,
  - Юг,
  - Северный Кавказ,
  - Закавказье,
  - Урал,
  - Северного Казахстана,
  - Сибири,
- Средней Азии и Южного Казахстана,
- Дальнего Востока,
- Энергосистемы и энергорайоны в Сибири и на Дальнем Востоке (Норильск, Якутск, Магадан, Вилюйск, Сахалин, Камчатка).

Выработка электроэнергии в 1988 году достигла 1705 млрд кВт•ч.
Совместными усилиями стран-членов СЭВ создана объединённая энергетическая система «Мир».

## Промышленность
В промышленности преобладала тяжёлая индустрия. В 1986 году в общем объёме промышленной продукции на группу «А» (производство средств производства) приходилось 75,3 %, на группу «Б» (производство предметов потребления) — 24,7 %.
В 1945 г. в промышленности объём производства составлял уже 92 % от уровня 1940 г.
За 1940—1986 гг. продукция электроэнергетики увеличилась в 41 раз, машиностроения и металлообработки — в 105 раз, химической и нефтехимической промышленности — в 79 раз.
После войны ускоренными темпами развивались отрасли, обеспечивающие научно-технический прогресс.

### Топливная промышленность
| Продукция      | Доля   |
| -------------- | ------ |
| нефть          | 39,0 % |
| газ            | 38,9 % |
| уголь          | 20,4 % |
| горючие сланцы | 0,4 %  |
| торф           | 0,3 %  |
| дрова и др.    | 1,0 %  |

Свыше ¾ добычи минерального топлива приходилось на нефть (624 млн тонн в 1988 году, включая газовый конденсат) и природный газ (770 млрд м³). Главная сырьевая база СССР — Западная Сибирь (2/3 всей нефти и более ½ газа в стране). По добыче нефти выделяются также Поволжье, Урал, Кавказ (Азербайджан, Чечено-Ингушетия), газа — республики Средней Азии (Туркменистан, Узбекистан) и Северный Кавказ.
В 1945 г. после Великой Отечественной войны объём производства в топливных отраслях составлял 77,8 % от уровня 1940 г.

#### Нефтегазовый сектор
Крупнейшие нефтегазоносные провинции и районы СССР:
- Бакинский район (Азербайджанская ССР, с 1870-х годов, свыше 30 месторождений, до 1951 года — крупнейший в СССР),
- Волго-Уральская провинция (в Поволжье, Урале РСФСР, с 1920-х годов, 920 месторождений),
- Днепровско-Припятская провинция:
  - Днепровско-Донецкая область (центр и северо-восток УССР, с 1952, 90 месторождений),
  - Припятская область (БССР, с 1964, 38 месторождений),
- Западно-Сибирская провинция (Тюменская, Омская, Томская, Новосибирская области РСФСР, с 1950-х годов, 250 месторождений),
- Предкарпатская область (Львовская область и Ивано-Франковская область УССР, с 1881, 60 месторождений),
- Северо-Кавказско-Мангышлакская (Прикаспийская) провинция (Северный Кавказ РСФСР, запад КазССР),
- Тимано-Печорская провинция (Коми АССР и Ненецкий АО РСФСР, 60 месторождений),

#### Добыча угля
В 1988 году добыто 772 млн тонн угля.
Крупнейшие угольные бассейны СССР (запасы — на 1985 год, добыча на 1975 год):
- Донбасс (Донецкий),
- Кузбасс (Кузнецкий),
- Карагандинский (КазССР,
- Канско-Ачинский (Красноярский край.)

Удельный вес каменного угля — более 3/4: из 701 млн тонн добытого в СССР угля 538 млн тонн — каменного (в том числе 181 млн тонн — коксующегося, 33,6 %), 164 млн тонн — бурого. В том же году в СССР обогащено 338 млн тонн угля (48,2 %).

#### Нефтеперерабатывающая промышленность

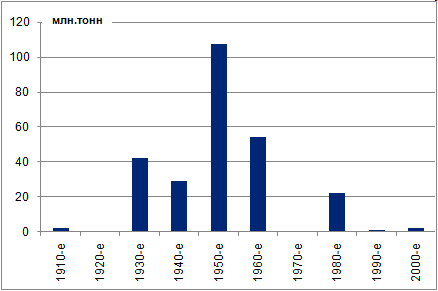
Ввод нефтеперерабатывающих мощностей в СССР и России по годам

Большинство нефтеперерабатывающих заводов СССР появилось в два послевоенных десятилетия: с 1945 по 1965 г. было введено в эксплуатацию 16 заводов, или более половины действующих на сегодняшний день в России. При выборе площадок для размещения НПЗ руководствовались двумя факторами: близостью к районам потребления нефтепродуктов и сокращением общих затрат на транспортировку нефти в связи с чем ряд НПЗ был построен в районах добычи нефти.
НПЗ в Рязанской, Ярославской и Нижегородской областях были ориентированы на Центральный экономический район (СССР); в Ленинградской области — на Ленинградский промузел; в Краснодарском крае — на густозаселённый Северо-Кавказский район, в Омской области и Ангарске — на потребности Сибири. Остальные НПЗ были построены в районах добычи нефти, до конца 1960-х годов главным нефтедобывающим районом СССР было Урало-Поволжье, с целью переработки добываемой нефти в Башкирии, Самарской (ранее Куйбышевской) и Пермской областях был построено несколько НПЗ обеспечивающих потребление в данных регионах, в Сибири и других районах России, а также в союзных республиках бывшего СССР.

### Металлургия
Доля СССР в мировом производстве чугуна — 23 %, стали — 22 %.
Основные районы цветной металлургии расположены в пределах РСФСР, Казахстана, республик Средней Азии и Закавказья.
Разведанные запасы железной руды на начало 1974 года составляли свыше 60 млрд тонн. Всего в стране свыше 300 железорудных месторождений (1-е место в мире).

### Машиностроение
Машиностроение — ведущая отрасль промышленности СССР. Главные районы машиностроения:
- Россия (Центр, Северо-Запад, Поволжье, Урал и т. д.),
- Украина,
- Белоруссия,
- Прибалтика (ЛаССР, ЛиССР, ЭССР)

В машиностроении СССР насчитывалось значительное количество крупных предприятий с десятками тысяч рабочих: Московский, Горьковский и Волжский автозаводы, Волгоградский, Харьковский и Челябинский тракторные заводы, гиганты тяжёлого, энергетического и электротехнического машиностроения (Уралмаш, Новокраматорский машиностроительный завод, Ленинградский металлический завод, «Электросила», Луганский тепловозостроительный завод), завод сельскохозяйственного машиностроения Ростсельмаш и многие другие.
В рамках отрасли Машиностроение в СССР выделялись три группы — Тяжёлое машиностроение, Среднее машиностроение и Точное машиностроение, которые в свою очередь делились на подотрасли.

#### Тяжёлое машиностроение
Включало подотрасли:
- Подъёмно-транспортное машиностроение (выпуск подъёмно-транспортных машин — грузоподъёмных кранов, лифтов, подъёмников (вышек), машин непрерывного транспорта (конвейеры и пр.))
- Железнодорожное машиностроение
- Судостроение
- Авиационная промышленность
- Ракетно-космическая отрасль
- Энергомашиностроение
- Производство технологического оборудования по отраслям

- Строительное и коммунальное машиностроение
- Сельскохозяйственное машиностроение
- Нефтегазовое машиностроение
- Химическое машиностроение
- Лесопромышленное машиностроение

#### Среднее машиностроение
Включало подотрасли:
- Автомобильная промышленность
- Тракторостроение
- Станкостроение
- Робототехника
- Инструментальная промышленность
- Оборудование лёгкой промышленности
- Оборудование пищевой промышленности
- Промышленность бытовых приборов и машин

### Химическая промышленность
В СССР получила широкое развитие, особенно на территории России и Украины. Производились: минеральные удобрения, химические средства защиты растений (164 тыс. тонн в 1970 году), серная кислота (12,1 млн тонн), кальцинированная (3,67 млн тонн) и каустическая (1,94 млн тонн) сода, синтетические смолы и пластические массы, химические волокна и нити, автопокрышки (34,6 млн штук) и др.

### Лесная промышленность
Важнейшие районы лесной, деревообратывающей и целлюлозно-бумажной промышленности — преимущественно на территории Российской Федерации:
- север Европейской части и Карелия,
- Урал,
- Сибирь,
- Дальний Восток.

### Промышленность строительных материалов
Производство (1970 год) сборных железобетонных конструкций и деталей — 85 млн м³, кирпича строительного — 43 млрд штук, шифера асбестоцементного — 5,8 млрд условных плиток, мягких кровельных материалов и изоляции — 1334 млрд м², стекла оконного — 231 млрд м².

### Лёгкая промышленность
Важнейшие районы:

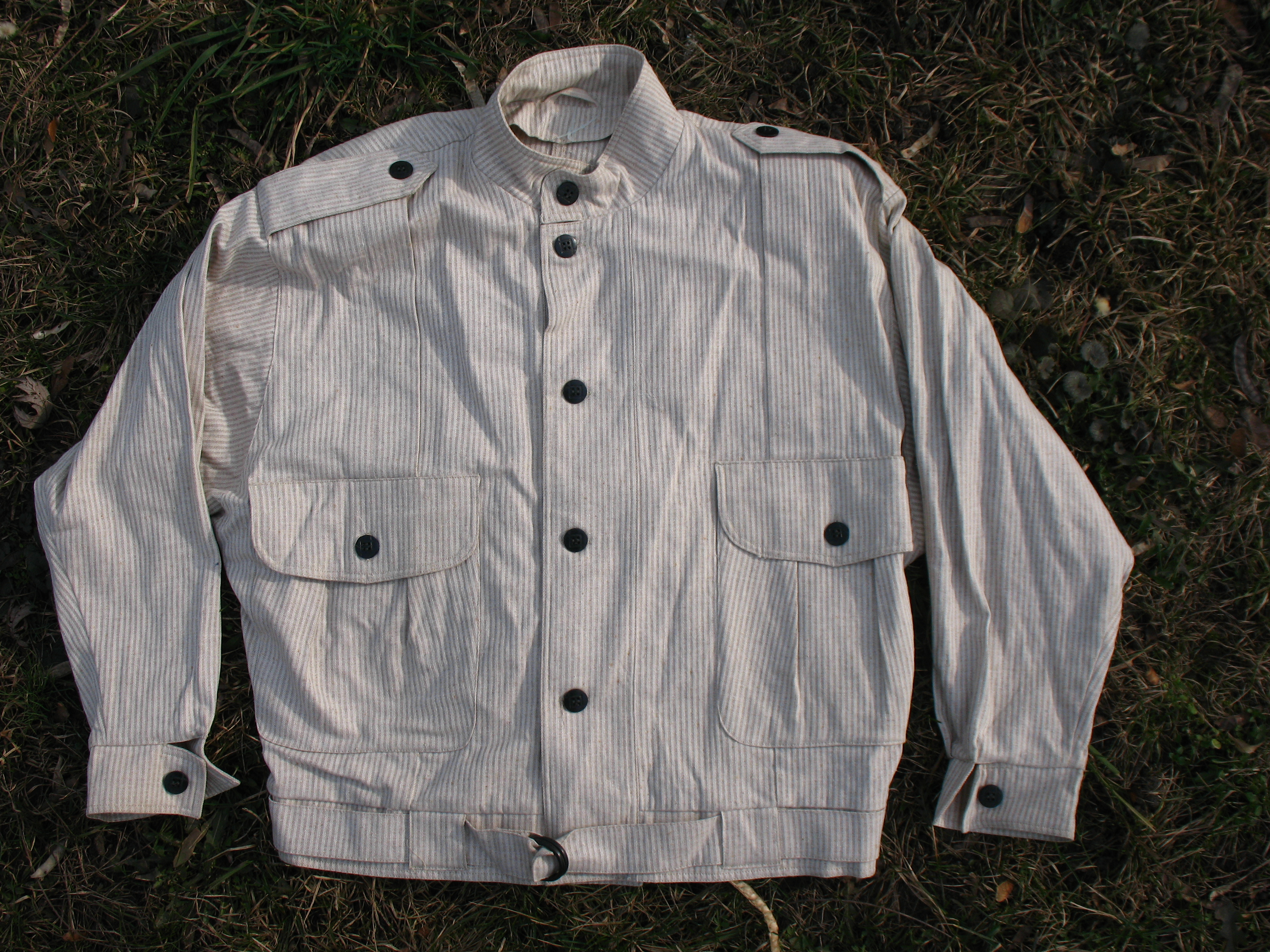
Куртка х/б СССР, 1980

- Россия (Центр, Северо-Запад и др.),
- республики Средней Азии,
- республики Прибалтики.

### Пищевая промышленность
Важнейшие районы:
- Россия,
- Украина,
- республики Прибалтики.

## Транспорт
Развиты все виды транспорта. Эксплуатационная длина автомобильных дорог (общего пользования) — 968,4 тыс. км, в том числе с твёрдым покрытием — 827,0 тыс. км (1986).
В 1986 году грузооборот всех видов транспорта общего пользования составлял 8193 млрд тонно-километров, в том числе доля:
- железнодорожного транспорта — 46,8 %;
- морского — 11,8 %;
- автомобильного — 6,0 %;
- речного — 3,1 %;
- трубопроводного — 32,2 %;
  - газопроводы — 15,1 %;
  - нефте- и нефтепродуктопроводы — 17,1 %,;
- воздушного — 0,04 %.

Трубопроводный
Эксплуатационная длина магистральных нефте- и нефтепродуктопроводов — 81,5 тыс. км, газопроводов — 185,0 тыс. км.
Системы магистральных нефтепроводов связывают основные районы добычи с центрами переработки нефти, в том числе за рубежом (нефтепровод «Дружба»). Единая сеть магистральных газопроводов включает системы:
- Центральная;
- Украинская;
- Западная;
- Поволжская;
- Закавказская;
- Среднеазиатская;
- Уральская;
- Средняя Азия — Центр;
- Сибирь — Центр.

Железнодорожный транспорт СССР
Эксплуатационная длина железных дорог (1986 год) — 145,6 тыс. км (в том числе электрифицированных — 50,6 тыс. км)
Водный транспорт СССР
Эксплуатационная длина внутренних судоходных путей — 123,2 тыс. км,
До войны (в 1936 году) построено: два судна типа «Дагестан», 10 грузпассажирских пароходов типа «Анадырь», 2 ледокольных транспорта типа «Мудьюг», 6 — типа «Алексей Рыков» и 4 теплохода для крымо-кавказской линии типа «Аджария».
После войны: 2 дизель-электрохода типа Волгоград — Волгоград и Баба-Заде (строились на Волгоградском судостроительном и судоремонтном заводе), 3 теплохода типа «Сулак», 9 теплоходов типа «Киргизстан», 2 теплохода типа «Забайкалье».
Научно-исследовательские суда: Михаил Ломоносов, Академик Иоффе, Академик Курчатов и др. (см. Категория:Научно-исследовательские суда СССР).
Суда на подводных крыльях: «Ракета», «Комета», «Метеор», «Восход».
См. также: Судостроение СССР (Судостроение)
Авиатранспорт СССР
- Аэрофлот

В 1950 году гражданская авиация перевезла в 3,5 раза больше пассажиров, чем в 1940 году.

## Строительство
С 1950-х годов велось массовое жилищное строительство. В народе эти квартиры назывались «хрущёвками». Это жильё было не совсем комфортабельным, но лучше коммунальных квартир и бараков. Характерной особенностью жилищного строительства в СССР были «двойные стандарты» комфортабельности жилья для «народа» и для «номенклатуры» (сталинки, башни Вулыха, цековские дома).
Жилищный фонд в городах и посёлках городского типа со 180 млн м2 общей (полезной) площади в 1913 вырос до 4568 млн м² в конце 1990. По масштабам и темпам жилищного строительства СССР был на одном из первых мест в мире. В СССР на 1000 чел. населения в 1969 году было построено 9,3 квартиры, в США — 7,3, в Великобритании — 6,9, во Франции — 8,7 квартиры. Тем не менее, проблема жилья оставалась острой.

## Связь
Число предприятий почты, телеграфа и телефона в СССР на конец 1971 года составило 83 тысячи. Отправлено за этот год 8,3 млрд писем, 35,1 млрд газет и журналов, 180 млн посылок, 373 млн телеграмм, состоялось 480 млн междугородных телефонных разговоров, имелось 12,2 млн телефонных аппаратов, в том числе 11 млн автоматических.

## Финансы
Государственный бюджет СССР на 1972 год был утверждён с суммой доходов 173 814 млн рублей, расходов — 173 615 млн рублей.
Основную долю валютных поступлений СССР, начиная с 1960-х годов составлял экспорт сырой нефти. Доходы от экспорта нефти резко возросли после арабо-израильской войны 1973 года и последовавшего за ней арабского нефтяного эмбарго, в результате чего цена на нефть выросла в четыре раза. После иранской революции 1979 года цена на нефть ещё удвоились. По мнению аналитиков, именно благодаря значительному росту доходов от нефти советская экономика смогла продержаться ещё десятилетие, позволив стране удовлетворять потребности огромного военно-промышленного комплекса и другие насущные нужды, в первую очередь — импорт продовольствия, который вследствие общего упадка сельского хозяйства был необходим для предотвращения острой нехватки продовольствия и даже голода, а также социальной нестабильности.
Официальный курс доллара США тогда составлял 63 копейки, а фактический курс доллара к рублю был гораздо выше. [обтекаемое выражение]
Государственный банк РСФСР был учреждён декретом ВЦИК 12 октября 1921 года. Создание государственного кредитного учреждения Российской Советской Федеративной Социалистической Республики явилось следствием перехода к режиму государственного капитализма. Существенно сокращалась область непосредственного хозяйствования государства, вводились начала производства для рынка и торговля по покупательным средствам потребителей. Особенность положения вновь возникшего Государственного банка заключалась о том, что он оказался совершенно одиноким в стране, представлявшей в отношении кредита пустыню. По состоянию на 1986 год банковская система СССР включала 4 компонента — Госбанк, Стройбанк, Внешторгбанк и Гострудсберкассы.
За 1981—1985 выпуск денег из обращения превышал изъятие денег из обращения на 3615 млрд рублей. Причём в 6 республиках изъятие денег превышало выпуск.
В 1988 году торговая выручка составила 264 млрд руб., выручка транспорта — 7 млрд руб., выручка местного транспорта — 7 млрд руб., выручка предприятий бытового обслуживания — 4 млрд руб., квартплата — 1, 5 млрд руб., зрелищные организации — 1,6 млрд руб., выручка кооперативов — 1,5 млрд руб. Баланс — 311 млрд рублей.
В 1988 году выплата зарплаты — 234 млрд руб., закупка сельхозпродуктов — 7 млрд руб, оплата колхозам — 21 млрд руб., выдача пенсий, пособий и страхования — 18 млрд рублей, зарплата кооператорам — 3 млрд руб., ссуды ИЖС 3 млрд руб., подкрепление предприятий связи 3 млрд руб., продкрепление сберкасс — 13 млрд руб. Баланс — 311 млрд рублей.
Скорость возврата денег в банк — (от 29 в 1948—1952 до 153 в 1942—1944, в 1961 — 32, в 1989—100.
В обороте на 1985 было казначейских билетов номиналом 1 руб. на сумму 850 млрд руб., 3 руб. — 6047 млрд руб., 5 руб. — 13 036 млрд руб., банковских билетов 10 руб. — 15 468 млрд руб., 25 руб. — 19 041 млрд руб., 50 руб. — 11 878 млрд руб., 100 руб — 8159 млрд руб, бронзовой монеты: 1 коп. — 208 млрд, 2 коп. — 145 млрд, 3 коп. — 139 млн руб., 5 коп. — 66,1; медно-никелевой монеты: 10 коп. — 477 млн руб., 15 коп. — 372 млн руб., 25 коп. — 359 млн руб., 50 коп. — 97 млн руб., металлического рубля — 323 млн руб. До реформы 1961 года в обороте были монеты из банковского серебра и разменного серебра, а также медные монеты, до 1927 — боны. С 1976 стал выпускаться золотой червонец, с 1977 — олимпийские монеты, с 1989 — монета из драгметалла.
По данным на 1983 год в банке — 1973 млрд руб., в кассах предприятий — 365 млрд руб., у населения — 50 193 млрд руб.
Доходы населения в 1938—187, в том числе зарплата 138, трудодни — 8, пенсия — 6, заработки кустарей — 6, выручка от реализации сельхоз-продукции — 4, выручка от перевозки грузов — 2, поступления из финсистемы — 2.
Расходы населения в 1938—182, в том числе покупка товаров у государства — 143, покупка товаров у колхозов — 4, оплата услуг — 16, налоги — 9, сбережения — 7, займы — 6.
Оборот денег в РСФСР в конце 1960-х годов — в центральном районе (Москва) — изъятие денег, в остальных экономических районах РСФСР — эмиссия денег.
Начинают вводиться лотереи с 1970 года.

### Инфляция в СССР
Вопреки распространённому мнению, в СССР в отдельные периоды существовала официально признававшаяся инфляция. Так, по данным Сибирского краевого совета профсоюзов, за период с октября 1929 года по апрель 1930 года стоимость бюджетного набора увеличилась с 24,18 рубля до 31,51 рубля.

## Розничная торговля

Очередь в ларёк в Переяславле-Залесском, 1964 год

В период НЭПа допускалась частная торговля, но в 1932 году частникам было запрещено иметь в собственности магазины и лавки. Доля государственной торговли в розничном товарообороте в 1932 году, по данным официальной статистики, составляла 36 %. В 1940 году доля государственной торговли в розничном товарообороте составляла 62,7 %, доля кооперативной торговли — 23 %, доля «колхозных» рынков — 14,3 %. На этих рынках продавали свои товары не только колхозники, но и многочисленные промышленные артели и кооперативы, а также нелегальные перекупщики (спекулянты). В 1950 году, по данным официальной статистики, доля государственной торговли в розничном товарообороте составляла 63,9 %, доля кооперативной торговли — 24,1 %, доля колхозных рынков — 12 %. При этом следует иметь в виду, что, поскольку статистика учитывала товарооборот на рынках лишь примерно, то, скорее всего, его доля в действительности была большей.

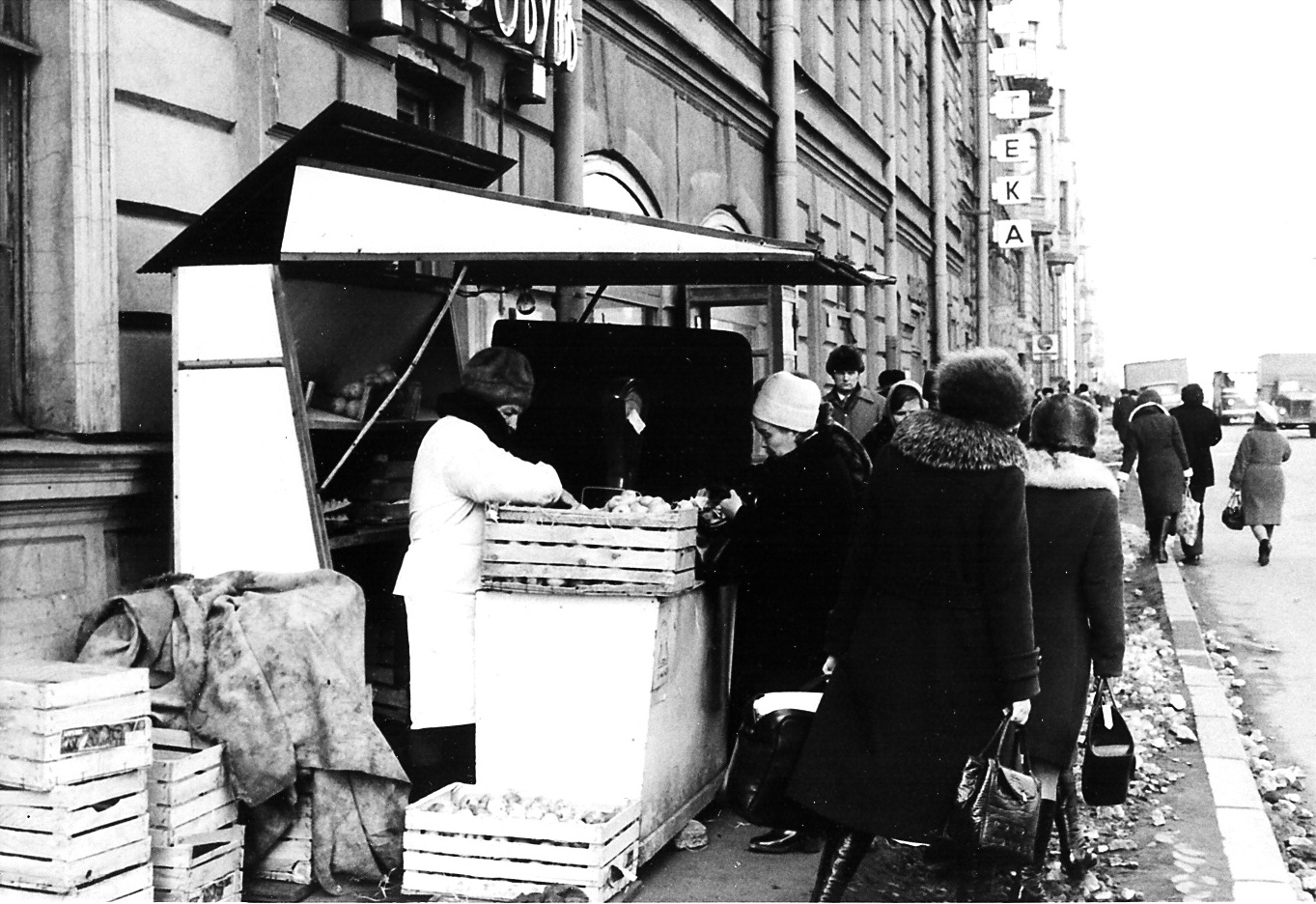
Продажа овощей на улице Ленинграда в 1977 году

Количество торговых точек в СССР увеличилось с 415 тыс. в 1950 году до 616 тыс. в 1963 году. Количество сотрудников торговли за тот же период увеличилось с 1,3 млн до 2,6 млн человек.Количество торговых точек в СССР с 1965 до 1980 года увеличилось на 8 %. Но поскольку в связи с государственным регулированием цен в СССР продолжал существовать товарный дефицит, то в советской торговле были обычными различные злоупотребления: продажа товаров «из-под полы», в подсобных помещениях «для своих». Это стимулировало коррупцию. Время от времени возникали громкие уголовные дела: «рыбное дело», дело «меховой мафии», сочинско-краснодарское дело, «елисеевское дело».

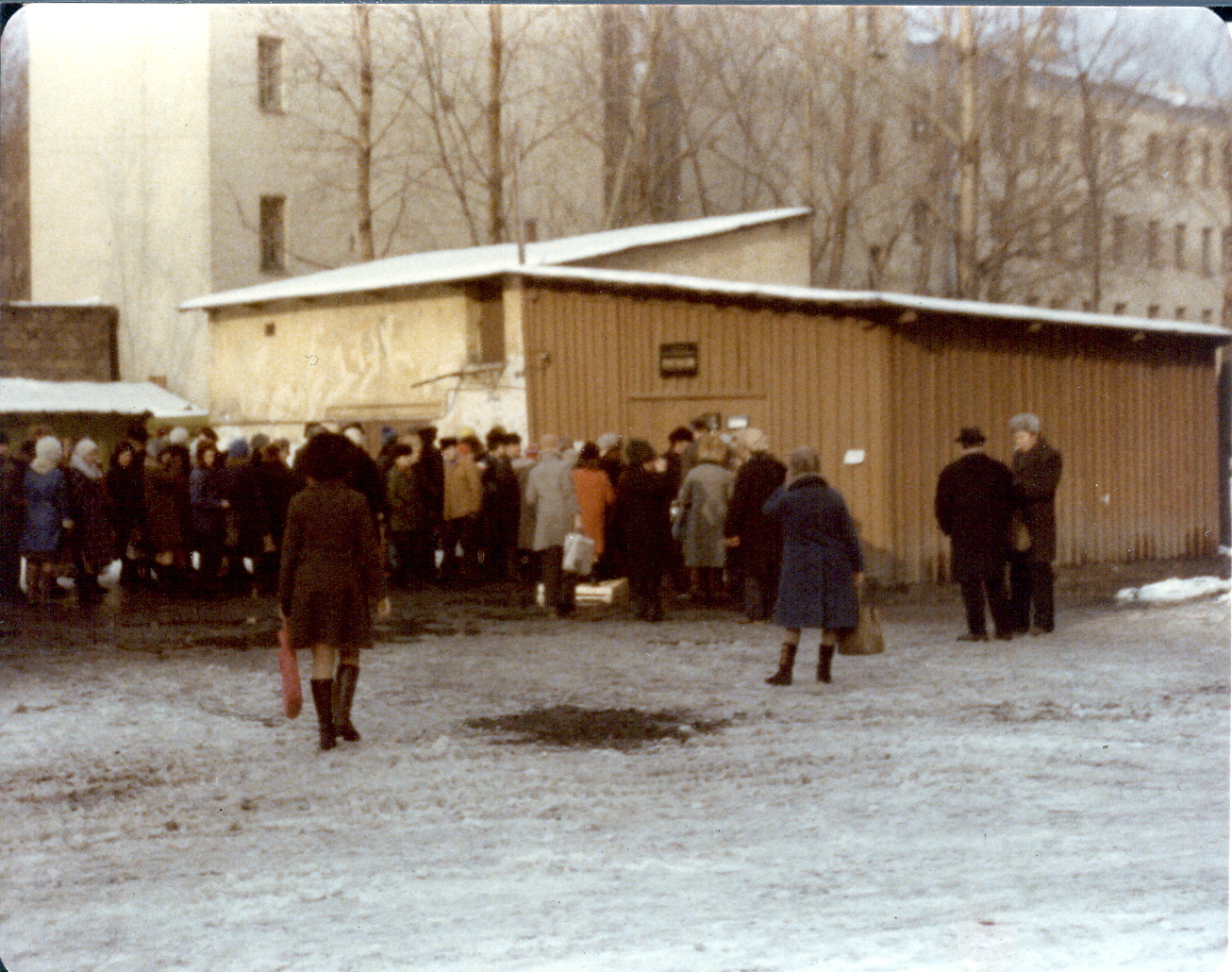
Очередь на Колхозном рынке в Ленинграде, 1977 год

В 1960-е годы для того, чтобы советские граждане, которые работали за рубежом и получали зарплату в иностранной валюте, не тратили её за границей или на чёрном рынке, была открыта сеть магазинов «Берёзка», где за чеки Внешпосылторга можно было купить импортные товары: бытовую технику, радиотовары, косметику, модную одежду и обувь. Это привело к спекуляции чеками Внешпосылторга.
Товарный дефицит приводил к тому, что в различных городах время от времени вводили нормы продажи в одни руки, а то и талоны на товары. При этом для «номенклатуры» продолжала существовать система спецснабжения через закрытые распределители.
В период Перестройки (конец 1980-х—начало 1990-х годов) товарный дефицит в СССР стал тотальным. Было разрешено создание торговых кооперативов, но у них почти не было негосударственных поставщиков, а чтобы получить товары от государственных предприятий, требовались связи и взятки. Поэтому при сохранении государственного контроля за ценами кооперативы стали лишь возможностью для легальной спекуляции.
Лишь либерализация цен (в России с начала 1992 года, уже после распада СССР) привела к коренным изменениям в сфере розничной торговли и исчезновению дефицита.

## Внешняя торговля
Оборот внешней торговли СССР:
- 1970 год — 22 млрд рублей,
- 1975 — 51,
- 1980 — 94,
- 1988 — 132.

Советская внешнеэкономическая деятельность, внешнеторговые операции, как импортные, так и экспортные, а равно переговоры с иностранными контрагентами, условия внешнеторговых сделок и лицензионных соглашений в советское время составляли секретную информацию, входили в Перечень сведений, не подлежащих опубликованию в открытой печати, передачах по радио и телевидению, что затрудняет их исследование по открытым (несекретным) источникам.

### Импорт
В 1988 году в структуре импорта занимали:
- машины, оборудование и транспортные средства — 41,4 %,
- продовольствие и промышленные товары — 29,1 %,
- руды, металлы — 8,1 %,
- химические продукты — 5,3 %
- топливо и электроэнергия — 3,9 %,
- древесина, бумага — 1,2 %,
- другие товары — 11,0 %.

|                                                      | 1935 | 1950 | 1960 | 1970 | 1975 | 1988 |
| ---------------------------------------------------- | ---- | ---- | ---- | ---- | ---- | ---- |
| Всего                                                | 100  | 100  | 100  | 100  | 100  | 100  |
| В том числе: машины и оборудование                   | 34,5 | 21,5 | 29,8 | 35,5 | 33,9 | 41,1 |
| топливо и электроэнергия                             | 1,2  | 11,8 | 4,2  | 2,0  | 4,0  | 3,9  |
| руды, металлы и изделия из них                       | 29,8 | 15,0 | 16,8 | 9,6  | 11,5 | 8,1  |
| химические продукты, удобрения, каучук               | 5,2  | 6,9  | 6,0  | 5,7  | 4,7  | 5,3  |
| лесоматериалы и целлюлозно-бумажные изделия          | 0,8  | 3,8  | 1,9  | 2,1  | 2,2  | 1,2  |
| текст. сырьё и полуфабрикаты                         | 10,0 | 7,7  | 6,5  | 4,8  | 2,4  |      |
| продовольственные товары и сырьё для их производства | 12,7 | 17,5 | 12,1 | 15,9 | 23,0 | 29,1 |
| промышленные товары народного потребления            | 1,0  | 7,4  | 17,2 | 18,3 | 13,0 |      |
| другие товары                                        |      |      |      |      |      | 11,0 |

### Экспорт
В 1973 году благодаря очередному арабо-израильскому конфликту произошёл сильный скачок цен на нефть. Это позволило правительству отодвинуть решение накопившихся проблем на неопределённый срок, за счёт ускоренного развития сырьевого сектора топливно-энергетического комплекса. Обеспечило замедление пагубного воздействия политики недостаточного производства товаров потребительского спроса в самом СССР за счёт закупки готовой продукции у стран СЭВ. Обеспечило относительную экономическую стабильность и поддержание достойного жизненного уровня граждан. Позволило сохранить темпы развития ВПК.
Оборот внешней торговли СССР вырос за период с 1970 по 1975 в 2,3 раза. Но если в 70-м доля машин и оборудования в экспорте составляла 21,5 %, то к 1987 г. она сократилась до 15,5 %. Экспорт же топлива, составлявший в 1970 г. 15,6 % возрос к 1987 до 46,5 %.
|                                                      | 1935 | 1950 | 1960 | 1970 | 1975 | 1988 |
| ---------------------------------------------------- | ---- | ---- | ---- | ---- | ---- | ---- |
| Всего                                                | 100  | 100  | 100  | 100  | 100  | 100  |
| В том числе: машины и оборудование                   | 5,0  | 11,8 | 20,5 | 21,5 | 18,7 | 15,5 |
| топливо и электроэнергия                             | 8,9  | 3,9  | 16,2 | 15,6 | 31,4 | 46,5 |
| руды, металлы и изделия из них                       | 3,9  | 11,3 | 20,4 | 19,6 | 14,3 | 8,5  |
| химические продукты, удобрения, каучук               | 4,0  | 4,3  | 3,5  | 3,5  | 3,5  | 3,4  |
| лесоматериалы и целлюлозно-бумажные изделия          | 20,3 | 3,1  | 5,5  | 6,5  | 6,7  | 3,3  |
| продовольственные товары и сырьё для их производства | 29,5 | 20,6 | 13,1 | 8,4  | 4,8  | 4,0  |
| промышленные товары народного потребления            | 7,9  | 4,9  | 2,9  | 2,7  | 3,1  |      |
| другие товары ( в т ч оружие)                        |      |      |      |      |      | 22,8 |

В 1988 году в структуре экспорта занимали:
- топливо и электроэнергия — 46,5 %,
- машины, оборудование и транспортные средства — 15,5 %,
- руды, металлы — 8,5 %,
- продовольствие и промышленные товары — 4,0 %,
- химические продукты — 3,4 %,
- древесина, бумага — 3,3 %,
- другие товары (в том числе оружие) — 22,8 %.

Около 64 % внешнеторгового оборота приходилось на социалистические страны, в том числе 60 % на страны-члены СЭВ; свыше 22 % — на развитые капиталистические страны (Германия, Финляндия, Франция, Италия, Япония и др.); свыше 14 % — на развивающиеся страны.
Внешняя торговля СССР (англ.)

## ВВП
Структура ВВП СССР и стран «большой семёрки» (в %) в 1990 г.
| Отрасль экономики                                                                                | Страны «большой семёрки» | СССР  |
| ------------------------------------------------------------------------------------------------ | ------------------------ | ----- |
| Сельское хозяйство, охота, лесное хозяйство, рыболовство                                         | 2,54                     | 17,10 |
| Добывающая промышленность, обрабатывающая промышленность, энергоснабжение, газо- и водоснабжение | 27,70                    | 38,90 |
| Строительство                                                                                    | 5,73                     | 9,80  |
| Оптовая и розничная торговля, рестораны и гостиницы                                              | 14,16                    | 4,70  |
| Транспорт и связь                                                                                | 6,06                     | 10,00 |
| Финансы, страхование недвижимого имущества, деловые услуги                                       | 19,16                    | 0,80  |
| Коммунальные, общественные и личные услуги                                                       | 24,66                    | 15,50 |

| Сравнение экономики Советского Союза и США (1989) по данным ЦРУ 1990 года The World Factbook | Сравнение экономики Советского Союза и США (1989) по данным ЦРУ 1990 года The World Factbook | Сравнение экономики Советского Союза и США (1989) по данным ЦРУ 1990 года The World Factbook |
|                                                                                              | СССР                                                                                         | США                                                                                          |
| -------------------------------------------------------------------------------------------- | -------------------------------------------------------------------------------------------- | -------------------------------------------------------------------------------------------- |
| ВВП (ВНП) (1989 г; млн долл. США)                                                            | 2 659 500                                                                                    | 5 233 300                                                                                    |
| Население (июль 1990 г.)                                                                     | 290 938 469                                                                                  | 250 410 000                                                                                  |
| ВВП на душу населения (ВНП) (долл. США)                                                      | 9211                                                                                         | 21 082                                                                                       |
| Рабочая сила (1989)                                                                          | 152 300 000                                                                                  | 125 557 000                                                                                  |

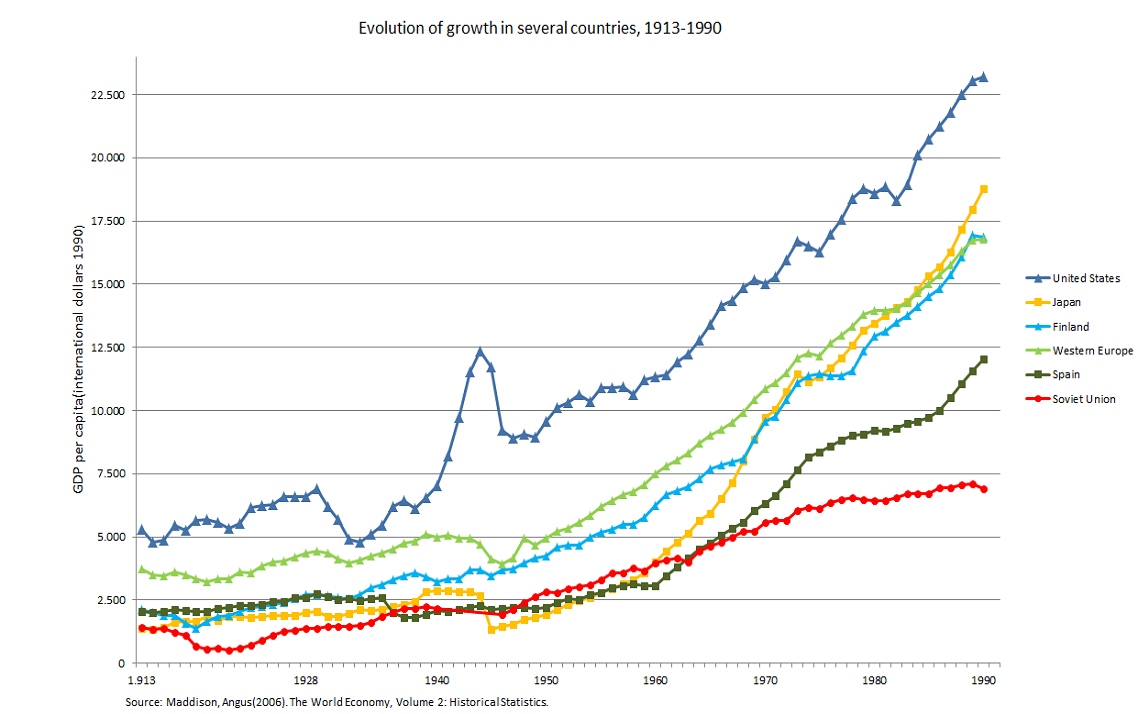
График ВВП на душу населения в сравнении с другими странами

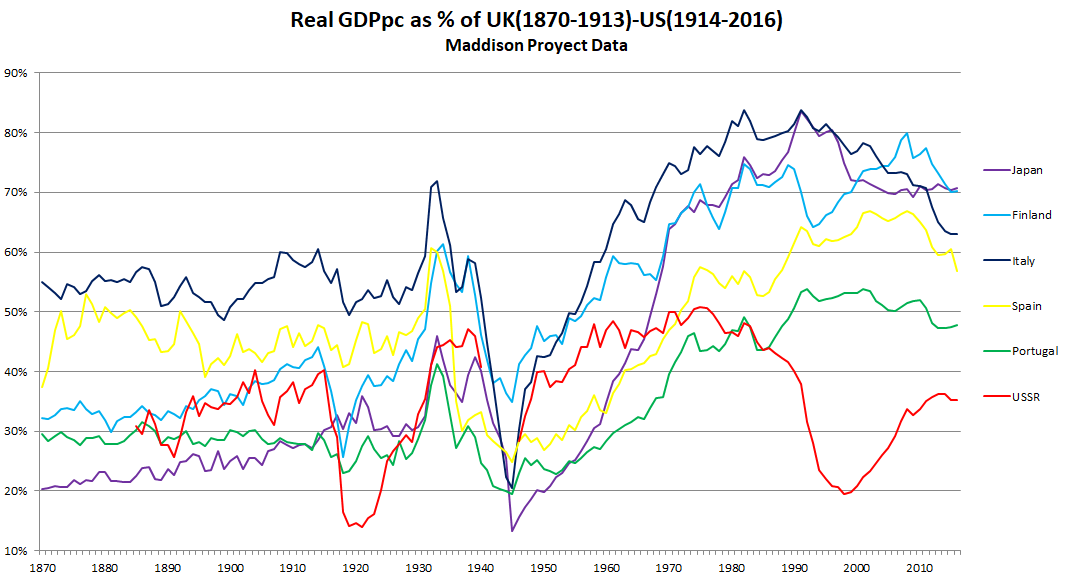
График реального ВВП (ВВП по потребительской способности) на душу населения в сравнении с другими странами

Валовой внутренний продукт (ВВП) СССР в 1990 году был равен 1000 млрд руб. в ценах 1990 года (по версии сборника «НХ в СССР 1990 г»., в современных публикациях приводятся цифры около 1050 млрд рублей).
ВВП СССР по официальному курсу (из расчёта 0,59 рубля за 1 доллар США) равен 1695 млрд долларов. По показателю ВВП по официальному курсу СССР в 1990 году занимал 2-е место, уступая лишь США. В современных публикациях ВВП по официальному курсу считают с использованием «атлас-метода». Для 1990 года курс равен 1,05 советских рубля за доллар США.
Согласно данным Всемирного банка суммарное ВВП по ППС на 1990 год превышало три триллиона долларов в ценах 2011 года. 
Официального сравнения ВВП СССР и США по ППС валют не было.
В качестве официальной оценки используется косвенная оценка ВВП США и СССР, посредством сравнения результатов официальных сопоставлений СССР и Австрии, США и Австрии за 1990 год. Результат: паритет валют 0,525 советских рубля за 1 доллар США.
Таким образом ВВП на душу населения в СССР составлял 2 659 500 000 000/290 100 000 = 9170 долларов США (1990) (ВВП в долларах США/население СССР) или в пересчёте на рубли 1000 000 000/290 100 000 = 3448 рублей в год или 287 рублей в месяц. При этом зарплаты министров СССР составляли 600 рублей в месяц, а средняя заплата составляла 200 рублей.
Национальный доход СССР составлял примерно 70 % от национального дохода США в 1985 году (примечательно, что в 1950 г. СССР производил 31 % национального дохода к уровню США, в 1975 г. — уже 67 %).

## Уровень жизни в СССР

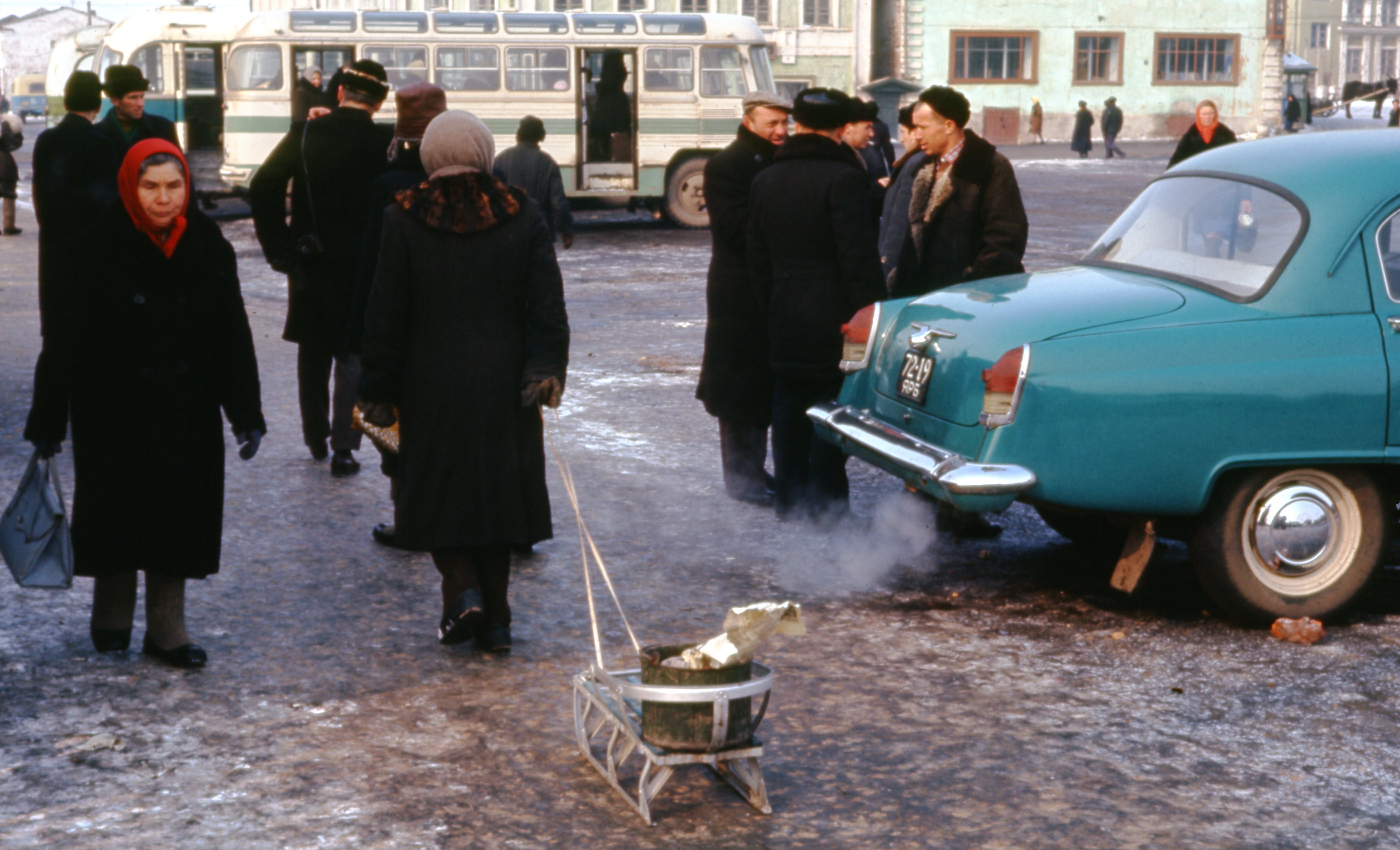
Бытовая сцена провинциального советского города (Переяславль-Залесский) в 1964 году

Если в Российской империи в 1896—1897 годах средняя продолжительность жизни составляла около 32 лет, то в СССР к середине 1960-х годов она достигла приблизительно 69—70 лет, таким образом было почти ликвидировано отставание от стран Запада по данному показателю. Увеличению продолжительности жизни способствовало создание бесплатной и общедоступной системы здравоохранения, многократное увеличение числа больничных учреждений и численности врачей (по сравнению с показателями 1913 года), развитие санитарно-противоэпидемического направления медицины, охрана материнства и детства и др.
После 1965 года продолжительность жизни стала несколько снижаться. Среди причин: рост потребления алкоголя и увеличение нитратно-нитритного фона существования человека (что было связано с курсом на химизацию сельского хозяйства). В 1987 г. в СССР средняя продолжительность жизни мужчины составляла 64 года (в странах ОЭСР — 72 года), женщины — 73 года (в странах ОЭСР — 78 лет).

К концу 1980-х годов предприятия оборонного комплекса производили 20—25 % валового внутреннего продукта (ВВП) страны. Оборонные затраты достигали около 14 % бюджета, что стало тяжёлым бременем для экономики страны и препятствием на пути повышения уровня жизни народа. В 1985 году уровень зарплаты по стране составил: средняя зарплата рабочего (в промышленности) — 211,7 руб., в среднем зарплата по стране составляла 190,1 руб. Это при том, что даже в 1988 году стоимость банки шпрот высшего качества была фиксированной — 45 коп. за банку весом 250 гр., банка консервированного лосося — 50 коп., консервы «Завтрак туриста» — 40 коп. за банку. Проезд на городском общественном транспорте — 3—5 коп., стоимость пары обуви (туфли) — 15—25 руб. (отечественные), коробки спичек — 1 коп., стакана воды с газом без сиропа — 1 коп., порции сосисок или пельменей — 35—50 коп., комплексного обеда в ресторане «Арбат» высшей ценовой и качественной категории до 1990 г. — 1,5 руб. В рамках социалистического разделения труда СЭВа за год чешский ЦЕБО экспортировал в СССР более ста миллионов пар высококачественной обуви, венгерский «Икарус» — более 100 тысяч автобусов, польские судоверфи Гданьска — несколько десятков крупнотоннажных судов и более пятисот яхт. Марокканские апельсины и мандарины, португальские, испанские, итальянские рыбные консервы, финские колбасы, французские вина и коньяки стали частью праздничного стола части советских граждан в 1970—1980-е годы. В то же время существовал дефицит многих продуктов, в частности, мяса и мясной продукции, особенно ощущавшийся в 1970-е и 1980-е годы, и частично покрывавшийся рыночной торговлей по ценам 3—5 руб. (в зависимости от местности) за кг мяса, при ценах в государственной торговле — 2 руб. за кг говядину и 2,1 руб. за кг свинины (во втором ценовом поясе, мясо первой категории).

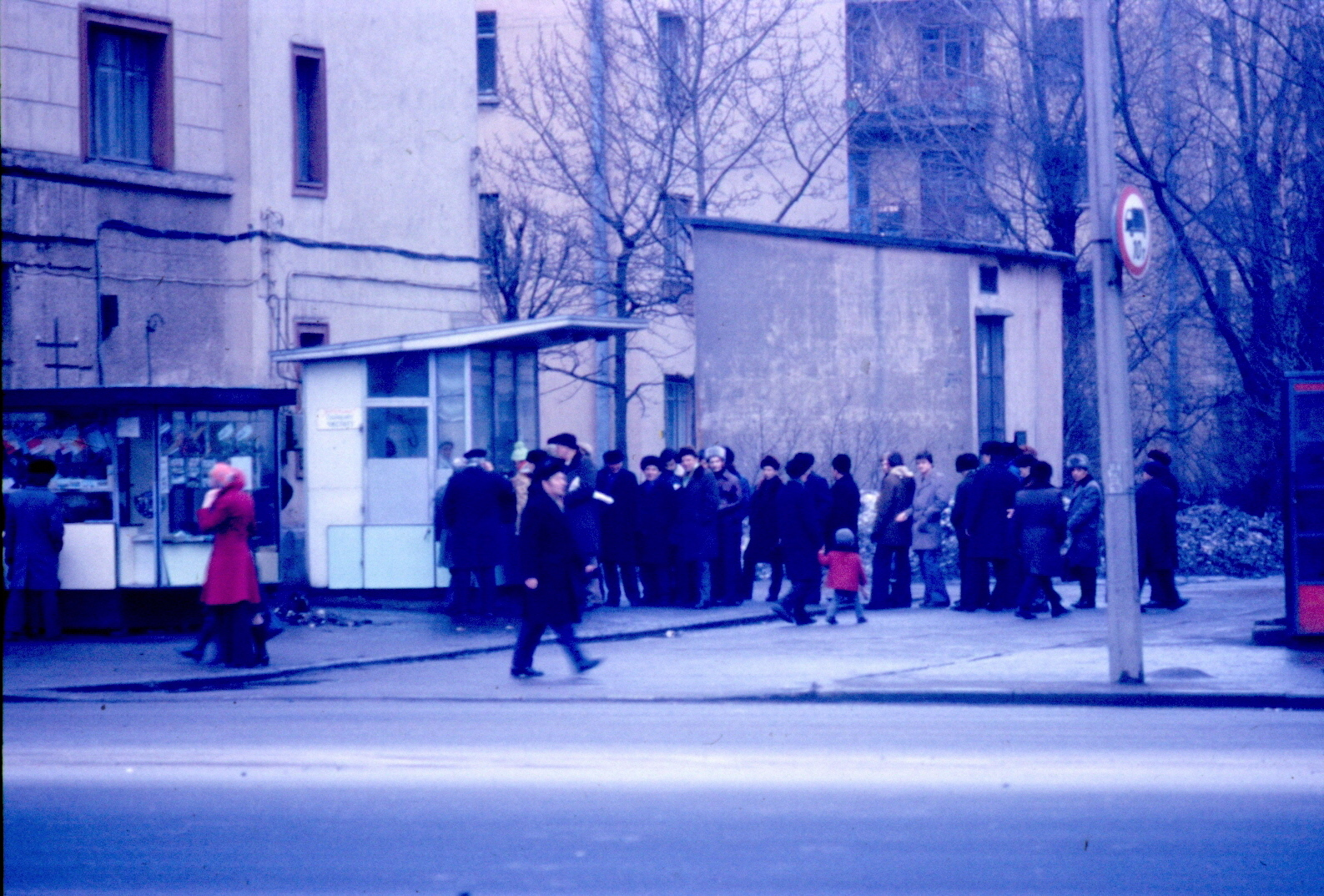
Очередь в пивной киоск. Ленинград, 1977 г.

В конце 1980-х—начале 1990-х годов в СССР резко обострился кризис снабжения, приведя к разрушению потребительского рынка и всеобщему дефициту, что оказалось одним из важнейших факторов дискредитации действовавшей власти.
С 1990 года ООН ежегодно публикует индекс развития человеческого потенциала (Human Development Index) для стран членов, который интегрально описывает уровень их материального и социального развития, а также их место относительно других стран. Индекс рассчитывается не для года публикации, а по данным о состоянии 2 года назад (то есть индекс 1990 года показывает ситуацию 1988-го). В 1988 году СССР находился на 26-м месте, в группе стран с наиболее высоким уровнем человеческого развития.

## Занятость
Безработица как явление в стране отсутствовала полностью и появилась как последствие горбачёвского курса только в 1990 г. Наоборот, на большинстве проходных предприятий висели стационарные металлические или деревянные стенды со словом «требуются» и перечнем работников требующихся профессий. По советской Конституции уже с 1930-х гг. каждый имел «право на труд», то есть на трудоустройство со стороны государства по своей профессии. В промышленности было занято ≈35 млн человек. Из них: в электроэнергетике 694 (тыс. чел.), в неугольной топливной промышленности 426, в угольной промышленности 1 млн, в чёрной металлургии — 1 млн 369 тыс., в цветной металлургии — 668, в химической промышленности — 1 млн 764 тыс., в машиностроении — 14 млн 54 тыс., в лесной промышленности — 3 млн 42 тыс., в домостроении — 2 млн 49 тыс., в судостроении — 346, в электротехнике — 5 млн 173 тыс., в пищевой промышленности — 3 млн 26 тыс., в станкостроении — 156, в медицинской промышленности, в прочих отраслях — 773.